# Hôtel de la Marine (Paris)

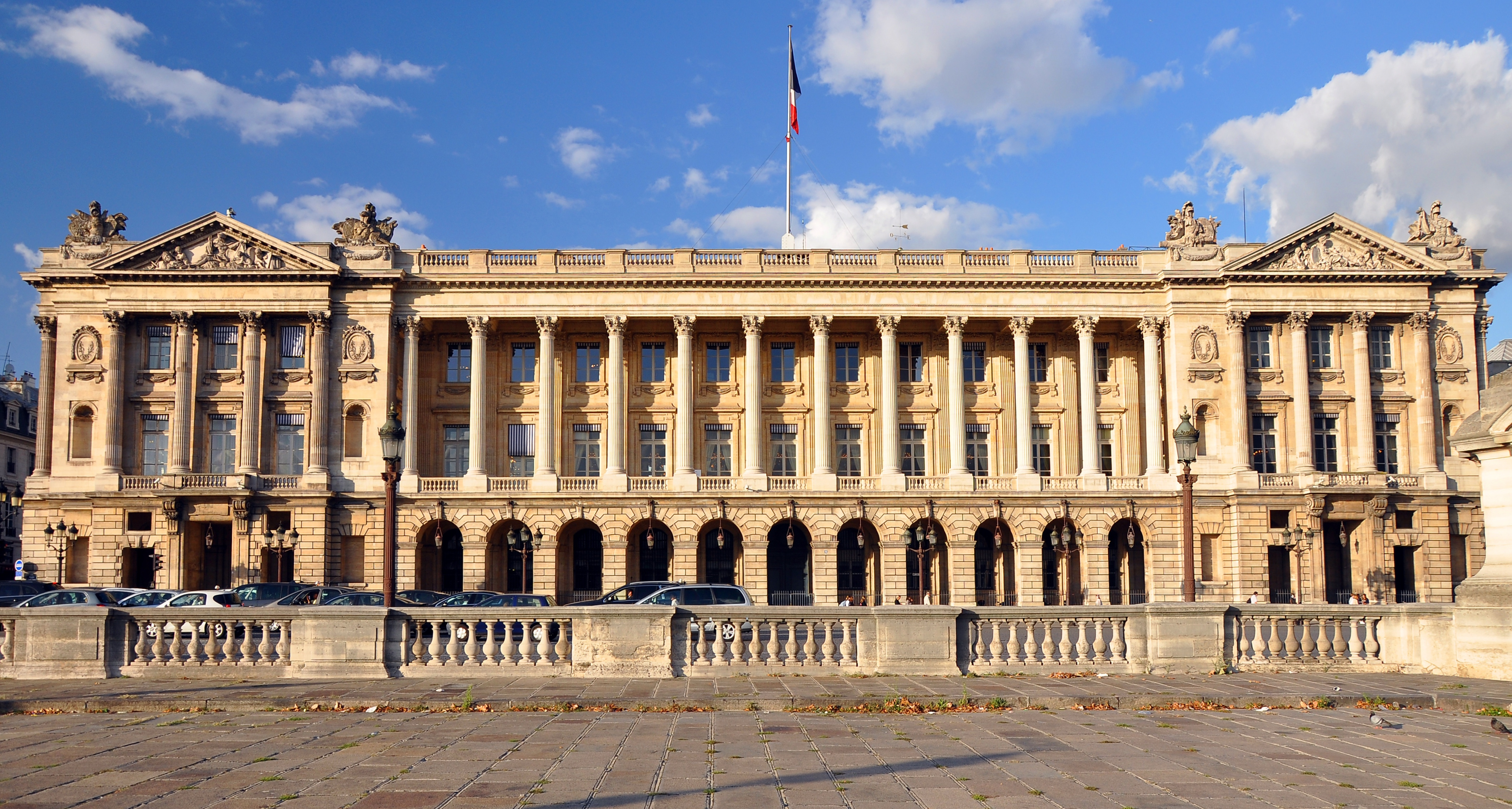
Hôtel de la Marine, Fassade an der Place de la Concorde (2011)

Das Pariser Hôtel de la Marine (auch bekannt als Hôtel du Garde-Meuble) ist ein historisches Gebäude an der Place de la Concorde, östlich der Rue Royale. Es wurde zwischen 1757 und 1774 vom Architekten Ange-Jacques Gabriel für die neu geschaffenen Place Louis XV entworfen und gebaut. Das zur gleichen Zeit errichtete, von der Fassade her identische Gebäude im Westen beherbergt heute u. a. das Hôtel de Crillon und den Automobile Club de France (ACF).
Das Hôtel de la Marine war ursprünglich die Heimat des königlichen Garde-Meuble, dem Büro, das für die Einrichtung aller königlichen Anwesen zuständig war. Nach der Französischen Revolution wurde es zum Ministerium der französischen Marine, das es bis 2015 nutzte. Zwischen 2015 und 2021 wurde es komplett renoviert. Heute sind hier die restaurierten Gemächer des königlichen Intendanten des Garde-Meuble Marc-Antoine Thierry de Ville-d’Avray aus dem 18. Jahrhundert ausgestellt sowie die später von der französischen Marine genutzten Räume. Ein separater Teil zeigt die Collection Al Thani, die internationale und interkulturelle Kunstwerke aus der Sammlung von Scheich Hamad bin Abdullah Al Thani präsentiert.

## Geschichte
Die Entscheidung, die heutige Place de la Concorde zu errichten, wurde ursprünglich im Jahr 1748 als Ergebnis einer Standortsuche für eine Reiterstatue Ludwigs XV. getroffen, mit der die Genesung des Königs von einer schweren Krankheit gefeiert werden sollte. Der Standort befand sich auf einem sumpfigen Gelände am Flussufer am äußersten Rand von Paris, zwischen den Toren des Gartens des Tuilerienpalastes und den Avenue des Champs Élysées. Dieser Bau erfolgte lange vor dem Bau der Rue de Rivoli, der Rue Royale und der Pont de la Concorde, der Brücke über die Seine an dieser Stelle.
Der König besaß den größten Teil des Landes und schenkte es der Stadt für den neuen Platz. Für das Design wurde ein Wettbewerb ausgeschrieben, für dem neunzehn verschiedene Entwürfe präsentiert wurden, von denen jedoch keiner für den König akzeptabel war. Stattdessen beauftragte er seinen königlichen Architekten Ange-Jacques Gabriel, der von seinem Vater Jacques Gabriel den Titel des Ersten Architekten des Königs geerbt hatte, damit, die besten Ideen zusammenzuführen. Gabriel entlehnte Elemente u. a. der Vorschläge von Germain Boffrand und Pierre Contant d’Ivry. Das markanteste Merkmal, die dem Platz zugewandte Säulenfassade, wurde weitgehend von der 1667–1674 von Claude Perrault entworfenen Louvre-Kolonnade inspiriert. Der neue Plan wurde im Dezember 1755 vom König genehmigt und der Bau begann im Jahr 1758. Zu diesem Zeitpunkt waren die Pläne für die Nutzung der einzelnen Gebäude noch nicht fertiggestellt. Im Jahr 1768 beschloss der König, dass das nordwestliche Gebäude die Heimat des Garde-Meuble de la Couronne werden sollte, der Verwaltung der königlichen Einrichtung.
Der Neubau war einer von zwei Baukörpern mit identischen neoklassizistischen Fassaden an der Nordseite des Platzes. Westlich der Rue Royale befinden sich hinter einer einzigen Fassade vier separate Gebäude, die ursprünglich Residenzen des Adels waren:
- das Hôtel de Coislin (Nr. 4),
- das Hôtel du Plessis-Bellière (Nr. 6),
- das Hôtel Cartier (Nr. 8), und
- das Hôtel de Crillon (Nr. 10).

### Hôtel du Garde-Meuble
Das Garde-Meuble de la Couronne wurde Anfang des 17. Jahrhunderts von König Heinrich IV. geschaffen, und sein Oberhaupt erhielt von Ludwig XIV. und seinem Minister Jean-Baptiste Colbert spezifischere Aufgaben. Der Intendant der Garde-Meuble war ein hoher Beamter, der direkt dem König unterstellt war. Unter Colbert wurde er damit beauftragt, alle Möbel und Dekorationsgegenstände der königlichen Residenzen, einschließlich Wandteppiche, zu überwachen und zu warten sowie besonders schöne Möbelstücke zu schützen und zu pflegen, die als Meuble de la Couronne gekennzeichnet waren. Diese Stücke galten als nationales und nicht als persönliches Eigentum; 1772 wurde das Garde-Meuble zum ersten Museum für dekorative Kunst in Paris. Seine Galerien waren an jedem ersten Dienstag im Monat zwischen Ostern und Allerheiligen für die Öffentlichkeit zugänglich.
Das Garde-Meuble enthielt eine Kapelle, eine Bibliothek, Werkstätten, Ställe und Wohnungen, darunter die des Intendanten des Garde-Meuble – zunächst Pierre-Élisabeth de Fontanieu (1767–1784), dann Marc-Antoine Thierry de Ville-d’Avray (1784–1792), dessen Wohnung restauriert wurde und ausgestellt ist. Marie-Antoinette hatte dort auch eine Wohnung, die sie nutzte, wenn sie vom Schloss Versailles aus Paris besuchte.

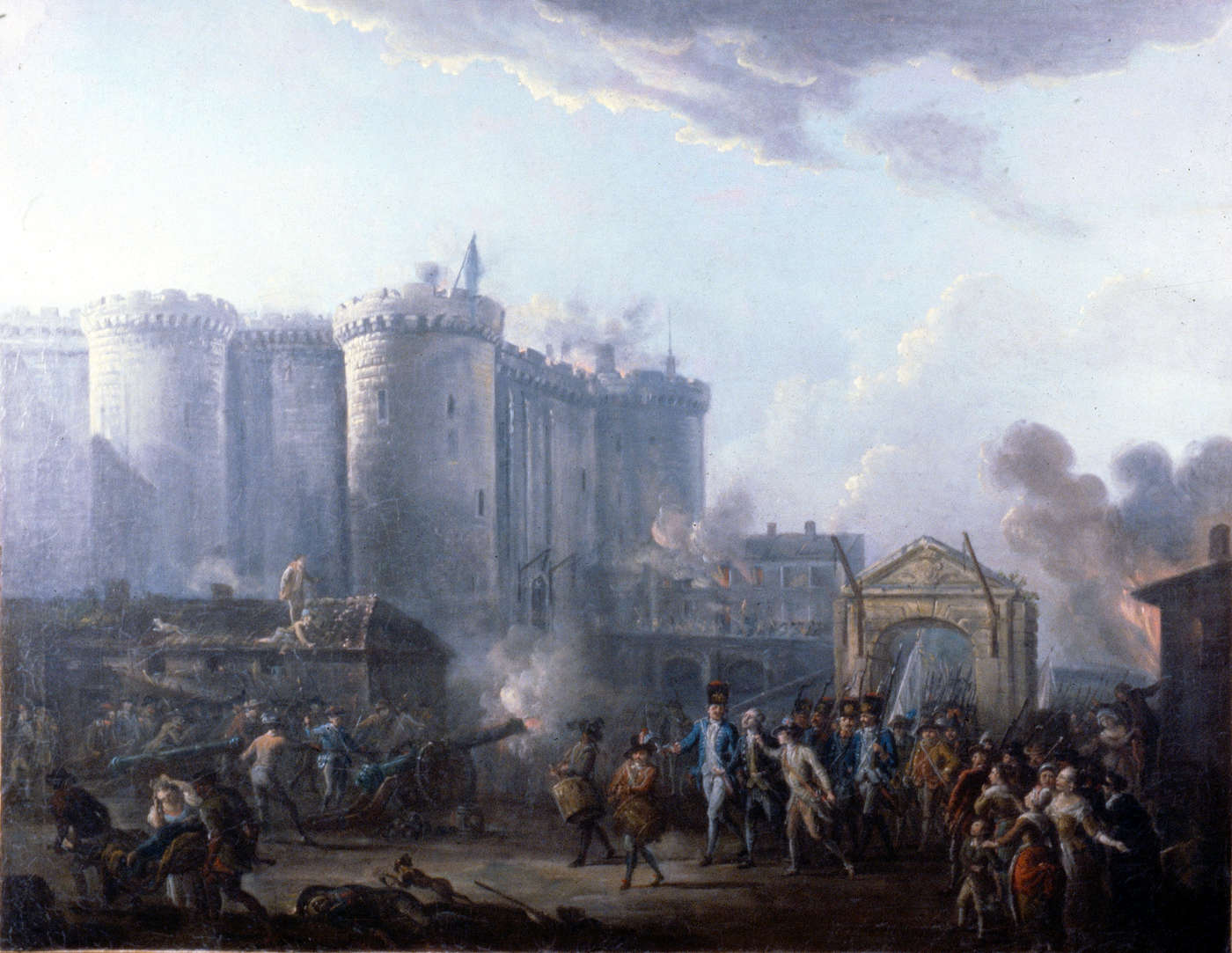
Zeremonielle Kanonen aus dem Hôtel de la Marine feuerten die ersten Schüsse bei der Einnahme der Bastille am 14. Juli 1789 ab
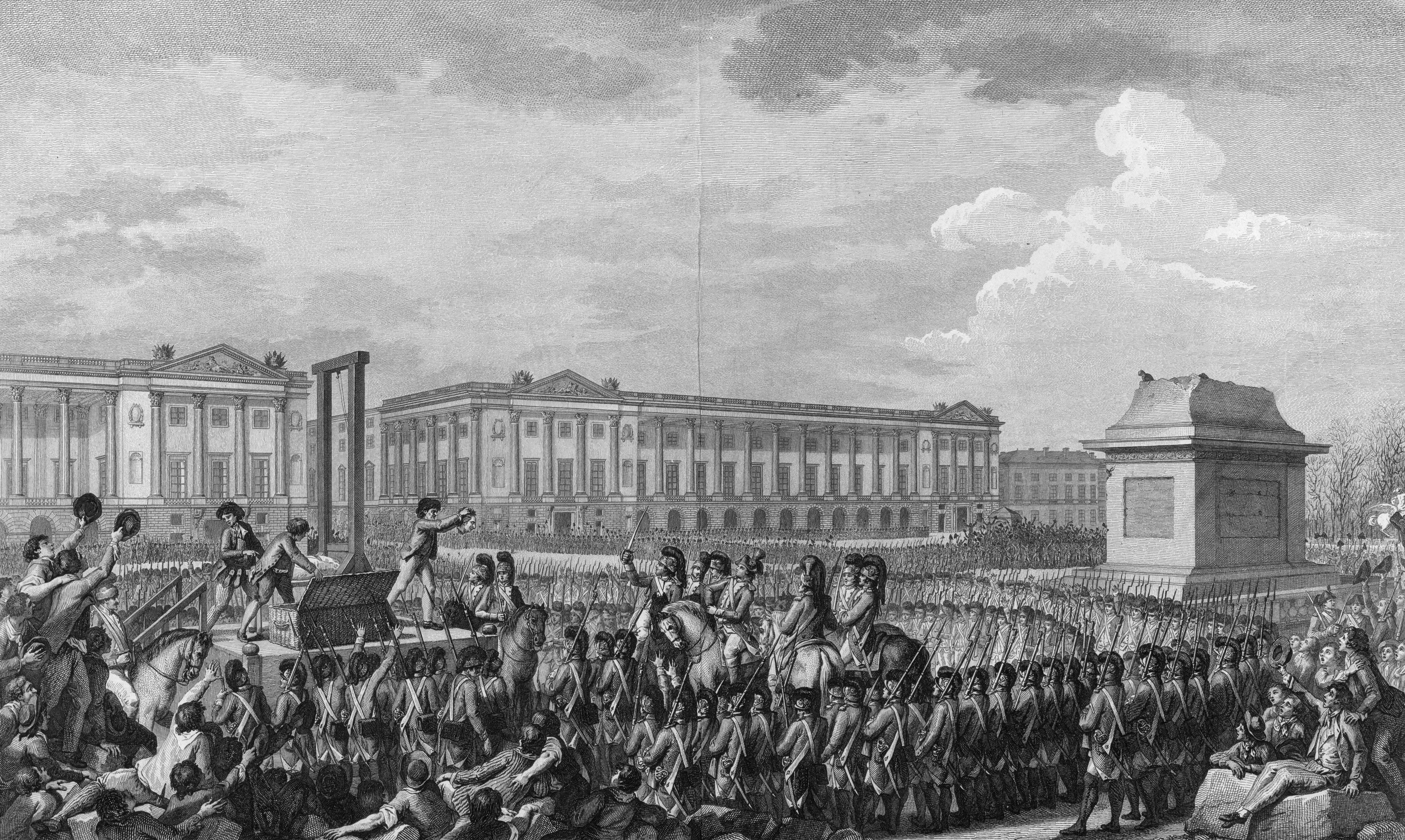
Die Hinrichtung Ludwigs XVI. auf der künftigen Place de la Concorde am 21. Januar 1793, rechts das Hotel de la Marine

### Die Revolution – das Marineministerium
Im Jahr 1789 verfügte das Hotel über eine große Sammlung von überwiegend zeremoniellen Waffen, darunter Schwerter, mittelalterliche Lanzen und zwei reich verzierte Kanonen, die Ludwig XIV. als Geschenke vom König von Siam erhalten hatte. Am 13. Juli 1789 marschierte eine große Menschenmenge, verärgert über die Entscheidung des Königs, seinen Finanzminister Jacques Necker zu entlassen, zu dem Gebäude, aufgestachelt von Camille Desmoulins. Der Intendant der Garde-Meuble, Thierry de Ville-d’Avray, war an diesem Tag zufällig abwesend. Der amtierende Intendant, verängstigt durch den wütenden Mob, forderte die Menge im Gebäude auf, die Waffen und zwei Kanonen mitzunehmen und die wertvollere Kunst, Wandteppiche und Möbel zu verschonen. Am nächsten Morgen, dem 14. Juli 1789, feuerten die beiden Kanonen des Hôtel de la Marine die ersten Schüsse auf die Bastille ab und lösten damit die Französische Revolution aus.
Als die Revolution um sich griff, musste der König im Oktober 1789 mit seiner Familie von Versailles nach Paris in den Tuilerienpalast umziehen. Einige seiner wertvollen Besitztümer wurden in die Conciergerie überführt. Bald danach übernahm das Hôtel andere Aufgaben. Der Staatssekretär der Marine, César Henri, Comte de La Luzerne, verlegte seine Büros in das Garde-Meuble und 1798 beherbergte es das gesamte Marineministerium.
Im Jahr 1792 ereignete sich ein bemerkenswertes Verbrechen. Ein Satz Diamanten, die in den Krönungskronen Ludwigs XV. und XVI. verwendet wurden, darunter der berühmte Regent, war zur sicheren Aufbewahrung in das Gebäude gebracht worden. In der Nacht vom 16. auf den 17. September 1792 verschwanden die Diamanten. Die Diebe Cambon und Douligny wurden später gefasst und vor dem Gebäude hingerichtet – es waren die ersten Hinrichtungen durch die Guillotine auf der Place de la Concorde.
Im Jahr 1793, während der Terrorherrschaft, war der Teil der heutigen Place de la Concorde vor dem Nachbargebäude, dem Palais de Gabriel (heute Hotel Crillon), der Ort der Hinrichtungen von Ludwig XVI. und Marie Antoinette, im Jahr 1794 dann der Revolutionsführer Georges Danton und Maximilien de Robespierre.
Im Laufe des 19. Jahrhunderts wurde das Gebäude an die unterschiedlichen Bedürfnisse der Marine angepasst. Hinter dem ursprünglichen Bau wurden neue Flügel errichtet, und 1855 wurde ein Nachbargebäude in der Rue Saint-Florentin 5 gekauft und dem Hôtel hinzugefügt. Auch die Innenräume wurden umgestaltet; Die Salons mit Blick auf die Place de la Concorde blieben bestehen, aber der große Saal für die Ausstellung großer königlicher Möbelstücke wurde 1843 durch zwei neue Salons ersetzt, die große Momente in der Geschichte der französischen Marine würdigten. Viele der ursprünglichen Dekorationen der Räume wurden entfernt oder durch neue Arbeiten verdeckt.
Die von Giovanni Battista Piranesi inspirierte Innenausstattung von Jacques Gondouin war ein wichtiger Fortschritt im Geschmack des 18. Jahrhunderts, wurde jedoch durch die Veränderungen im Zweiten Kaiserreich grundlegend verzerrt, obwohl die Grands Salons d’Apparat und die Galerie Dorée noch einige der ursprünglichen Elemente beibehielten. Das Gebäude war Schauplatz mehrerer historischer Ereignisse, von einem Ball zu Ehren der Krönung Napoleons I. im Jahr 1804 über die Feier der Einweihung des Obelisken auf der Place de la Concorde durch König Louis-Philippe I. im Jahr 1836 bis hin zur Ausarbeitung des Dekrets des französischen Präsident zur Abschaffund der Sklaverei im April 1848.
Im Zweiten Weltkrieg richtete die Kriegsmarine des nationalsozialistischen Deutschland nach dem Waffenstillstand von Compiègne hier ihr Hauptquartier ein. Sie blieben an Ort und Stelle, bis sie ihre Präsenz im August 1944 wegen der Annäherung amerikanischer und freifranzösischer Streitkräfte räumen musste. 1989 lud Präsident François Mitterrand ausländische Staats- und Regierungschefs in die Loggia des Hôtel ein, um sich die Parade zum 200. Jahrestag der Französischen Revolution abzunehmen.

### Nationales Monument
Im Jahr 2015 beschloss die französische Regierung, alle französischen Militärhauptquartiere an einem einzigen Standort, dem Hexagon in Ballard im 15. Arrondissement, zusammenzufassen. Die Marine verließ das Gebäude in diesem Jahr endgültig. Vor ihrem Abzug erwog die Regierung, 12.700 Quadratmeter des Gebäudes zu vermieten, doch nach einer Untersuchung der Frage durch eine Kommission unter der Leitung des ehemaligen Präsidenten Valéry Giscard d’Estaing wurde beschlossen, das gesamte Gebäude als öffentliches Denkmal unter der Direktion des Centre des monuments nationaux zu erhalten.

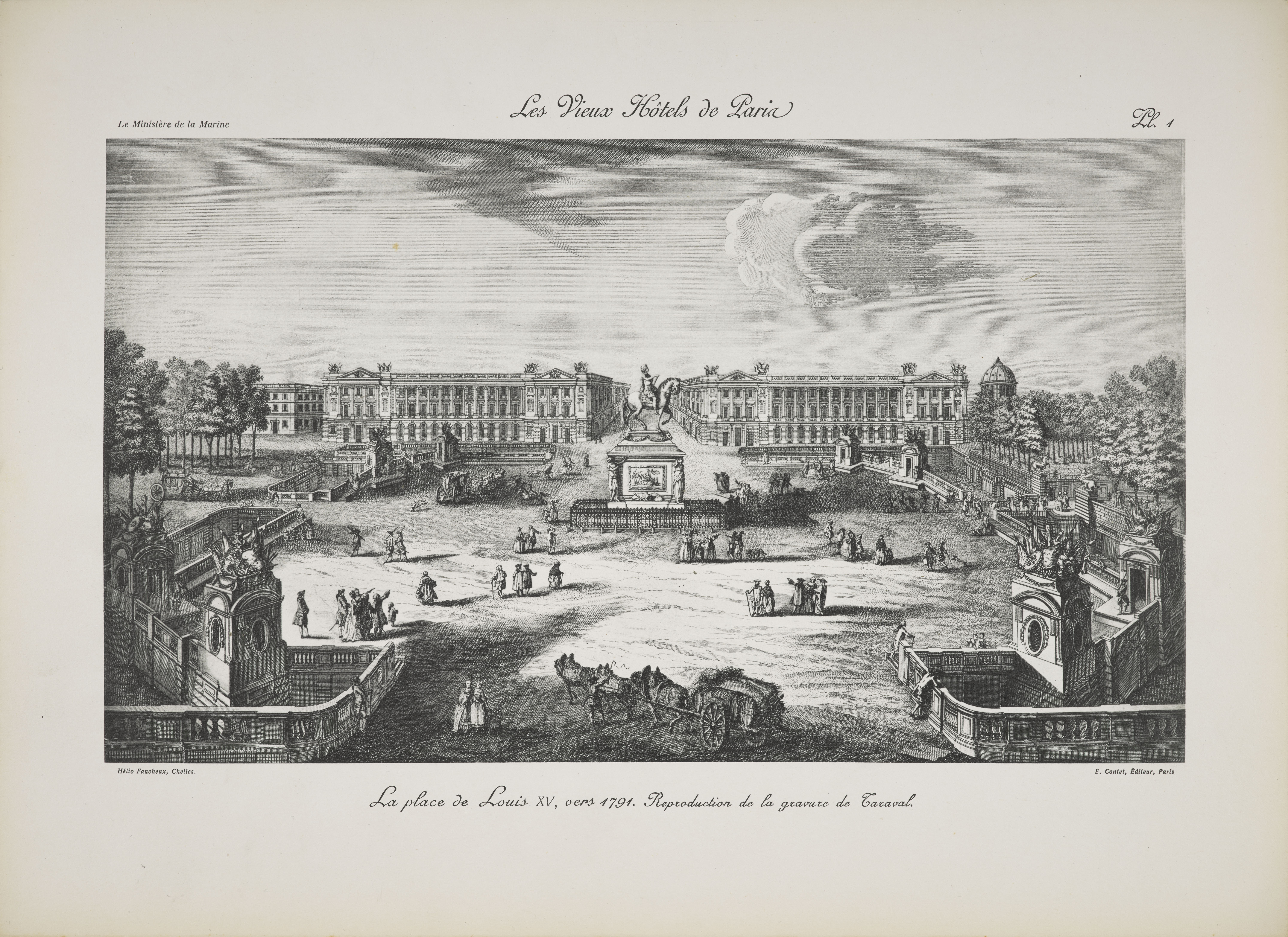
Place Louis XV (heute Place de la Concorde) um 1791, mit dem Hôtel de la Marine auf der rechten Seite
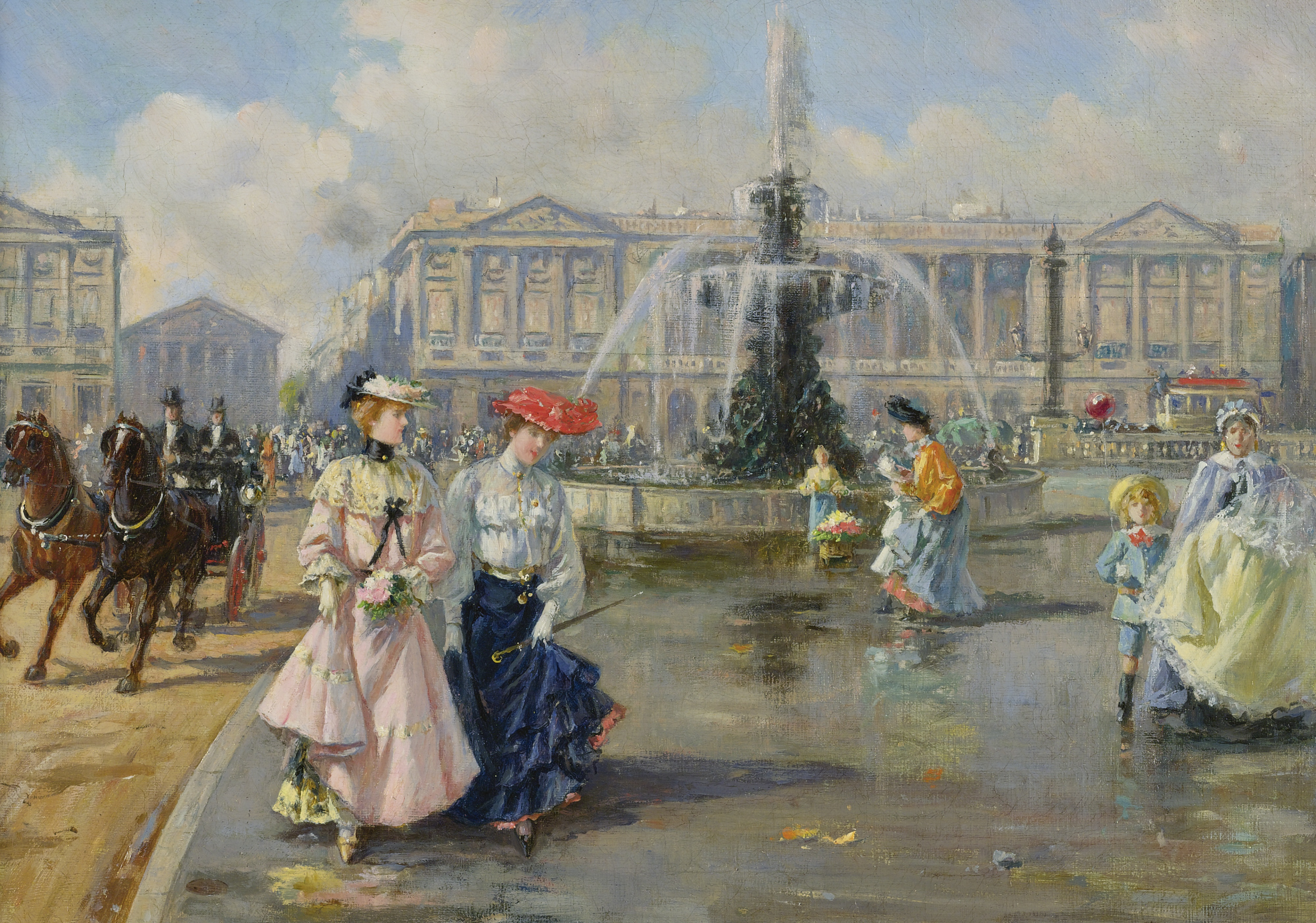
Das Hôtel de la Marine 1872

## Architektur

### Fassade

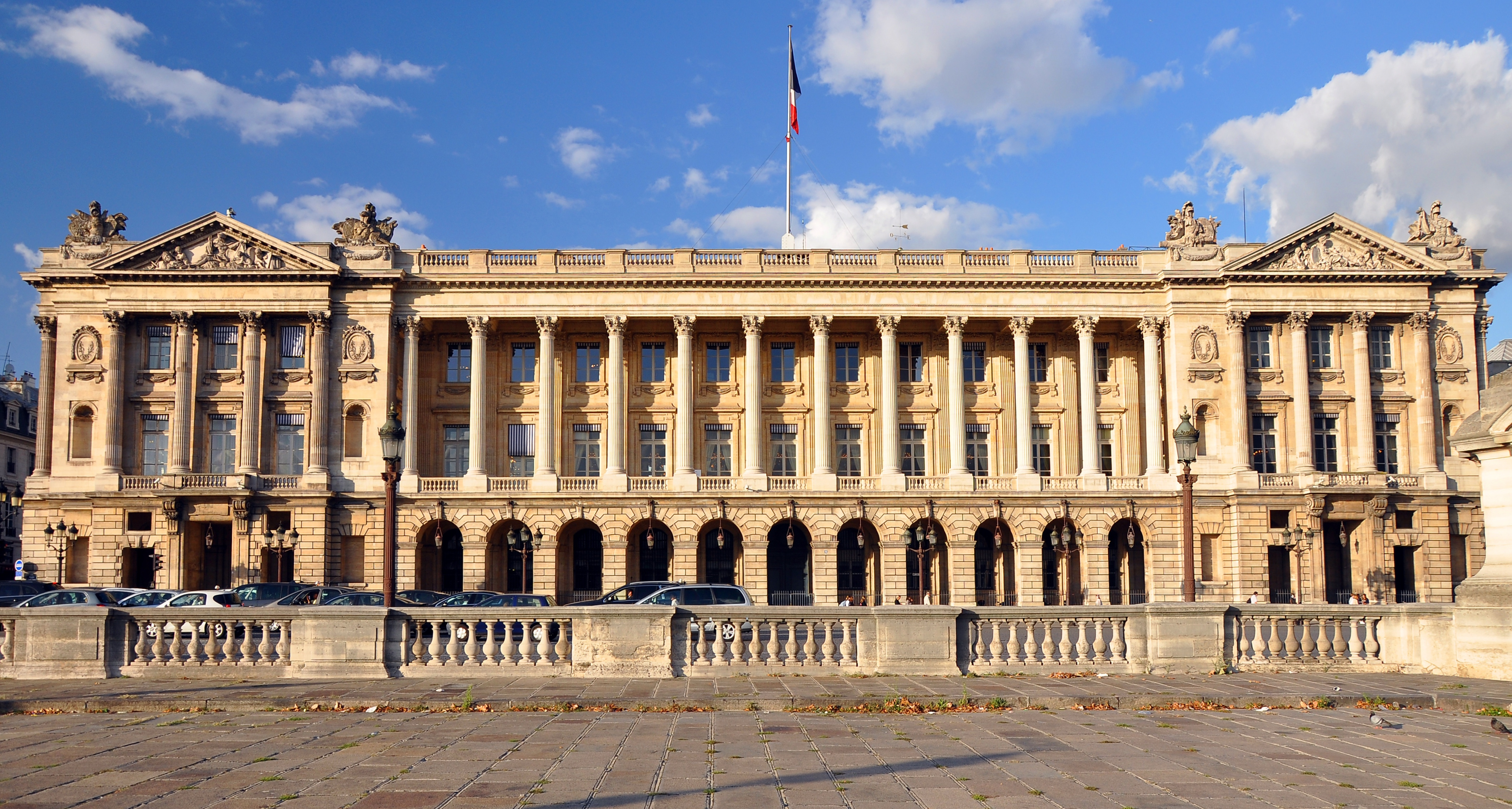
Fassade des Hôtel de la Marine mit Blick auf die Place de la Concorde, gesehen vom Jardin des Tuileriens
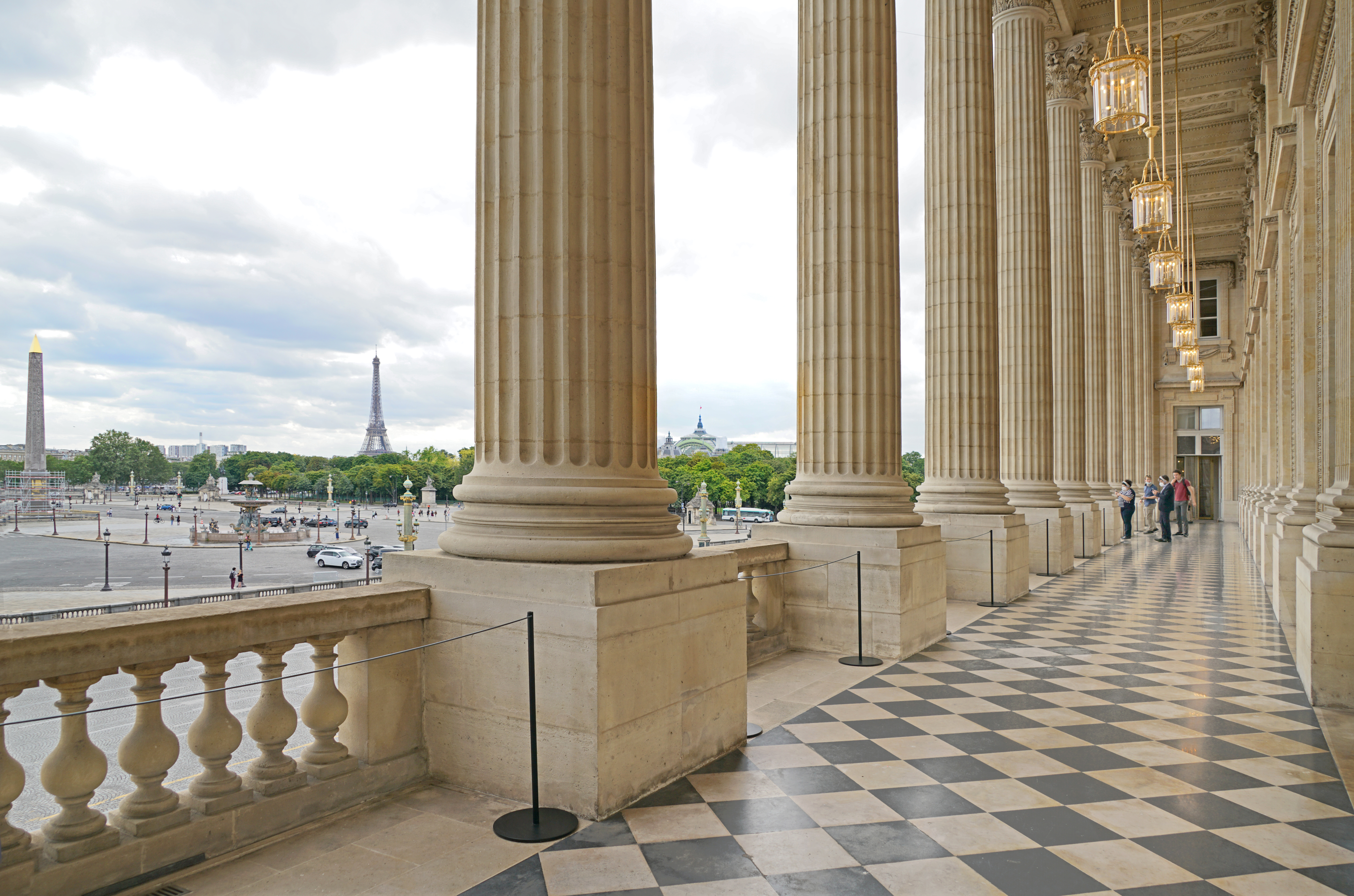
Loggia des Hôtel de la Marine
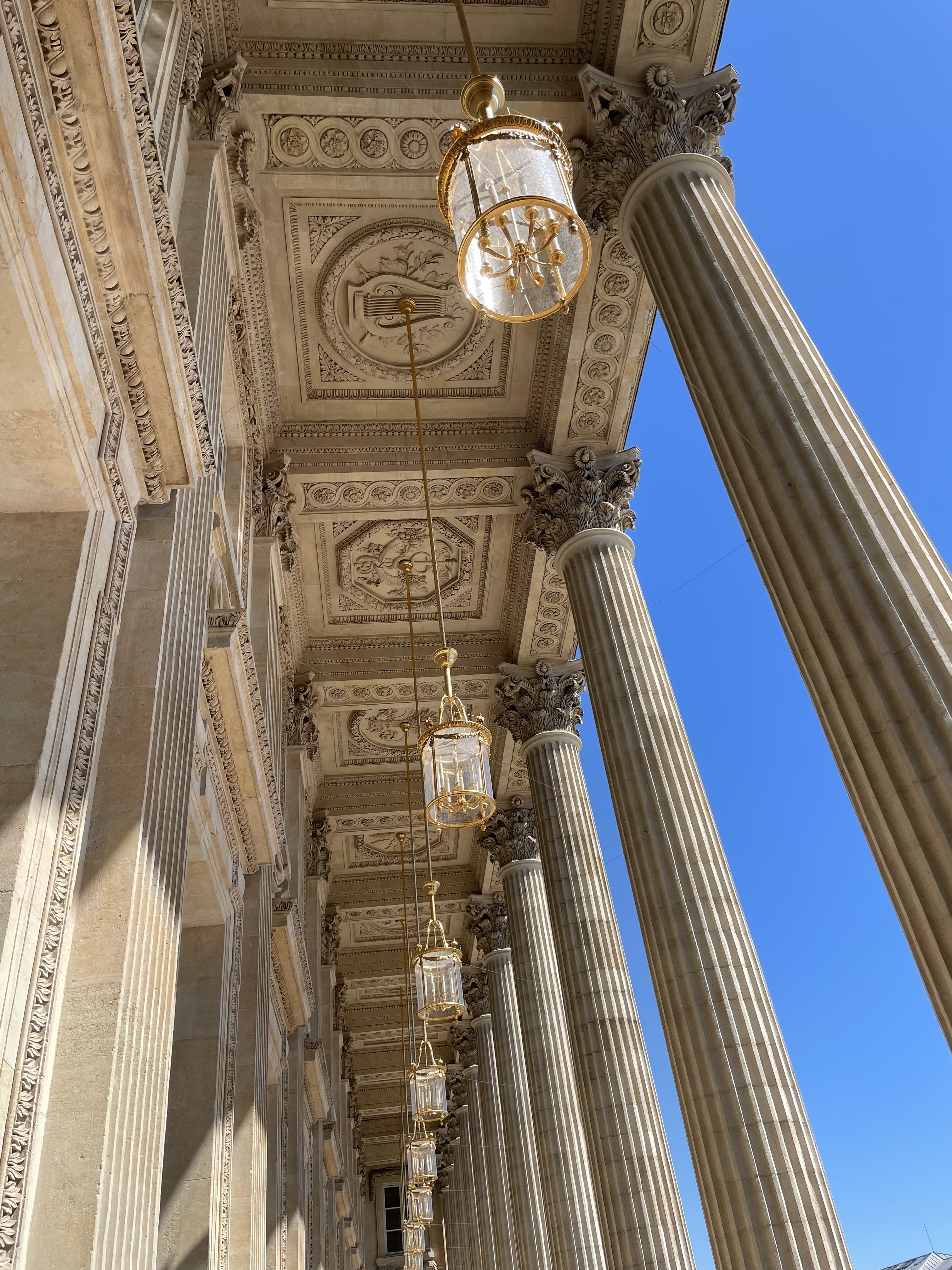
Die Decke der Loggia mit skulptierten Medaillons

Die Fassade des Hôtel de la Marine wurde 1755 nach dem Plan von Ange-Jacques Gabriel begonnen. Als Direktor der Académie royale d’architecture lieferte Gabriel die Ideen und den Plan, während die Details und der Bau von seinem fünfzehn Jahre jüngeren Stellvertreter Jacques-Germain Soufflot geleitet wurden.
Die dem Platz zugewandte Vorderseite wurde vom klassischen Stil Ludwigs XIV. inspiriert, insbesondere von der Ostfassade des Louvre, die 1667 von Louis Le Vau, dem Architekten Ludwigs XIV., Charles Le Brun und Charles Perrault begonnen wurde. Die Vorderseite ist mit skulptierten Medaillons und Festons verziert, ein weiteres Merkmal, das dem Louvre entlehnt ist. Die lange Front wird an beiden Seiten durch zwei Abschnitte mit dreieckigen Frontons und korinthischen Säulen ausgeglichen.
Das besondere Merkmal der Fassade ist, anders als beim Louvre, die Loggia. Die leicht zurückgesetzte Mittelfront verfügt über einen schmalen Gang, der von zwölf korinthischen Säulen gesäumt ist. Der Rücksprung der Loggia und der Säulen erzeugt Muster aus Licht und Schatten als wesentlichem Element des Entwurfs.
Die Decke der Loggia ist mit geschnitzten achteckigen Medaillons verziert, die die Wohltaten darstellen, die der König der Nation bringen soll. Es gibt allegorische Symbole der Musik, der Künste, der Industrie, der Landwirtschaft, der Verteidigung und des Handels. Ursprünglich trugen sie auch das Monogramm des Königs, die jedoch während der Revolution zerstört wurden.

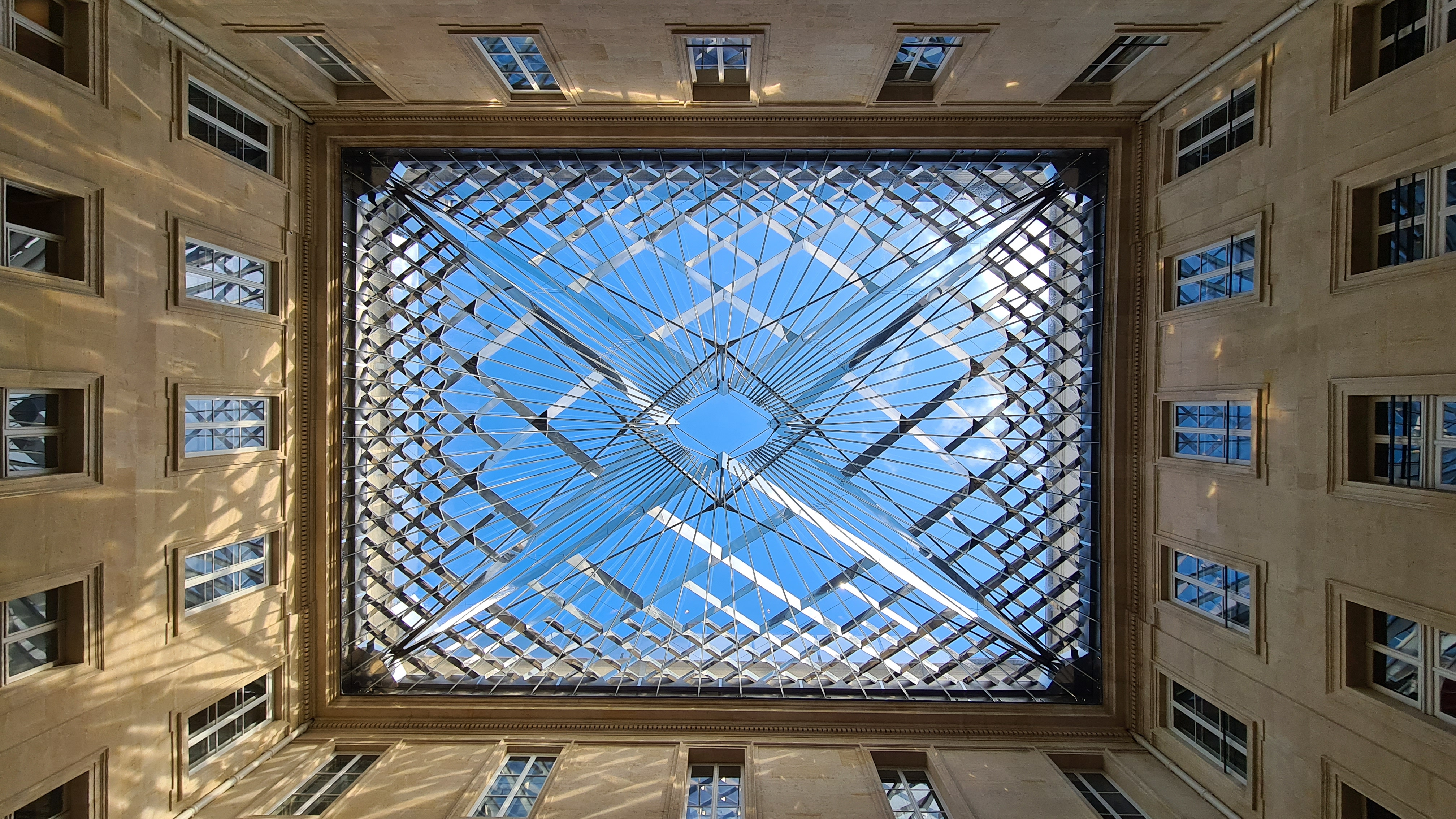
Oberlicht im Innenhof

Eines der originellsten Elemente der Renovierung des Gebäudes ist das neue Glasoberlicht über dem Hof des Intendanten, dem Eingangsbereich für Besucher. Es wurde vom Architekten Hugh Dutton entworfen und wird von einem 35 Tonnen schweren Stahlgerüst getragen. Seine V-förmigen Rippen aus poliertem Edelstahl fungieren als Spiegel, die das Licht einfangen und in die optimale Richtung umlenken. Obwohl die gesamte Öffnung mit Rippen bedeckt ist, werfen diese aufgrund ihrer verspiegelten Abdeckung nur minimale Schatten und verleihen dem sehr schweren Dach ein leichtes Aussehen. Der Effekt wird durch die Verwendung von Glas aus gereinigtem Eisenoxid verstärkt, das im Licht seine Farbe nicht verändert. Die Lichtstreuung ähnelt der, die durch die Facetten der Kristallstücke in den Kronleuchtern des 18. Jahrhunderts erzeugt wird.

### Die Appartements der Intendanten

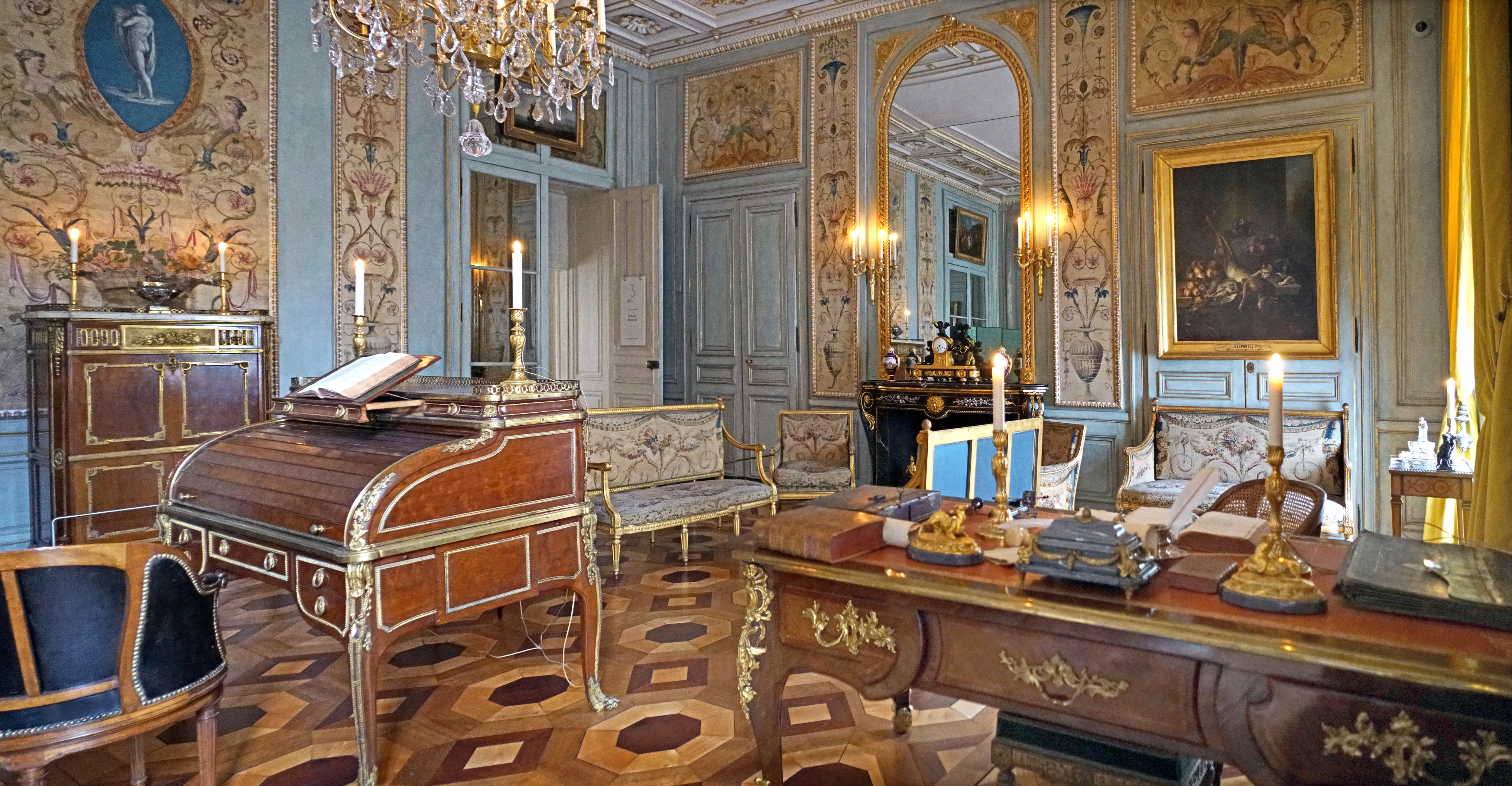
Büro des Intendanten Ville d’Avray
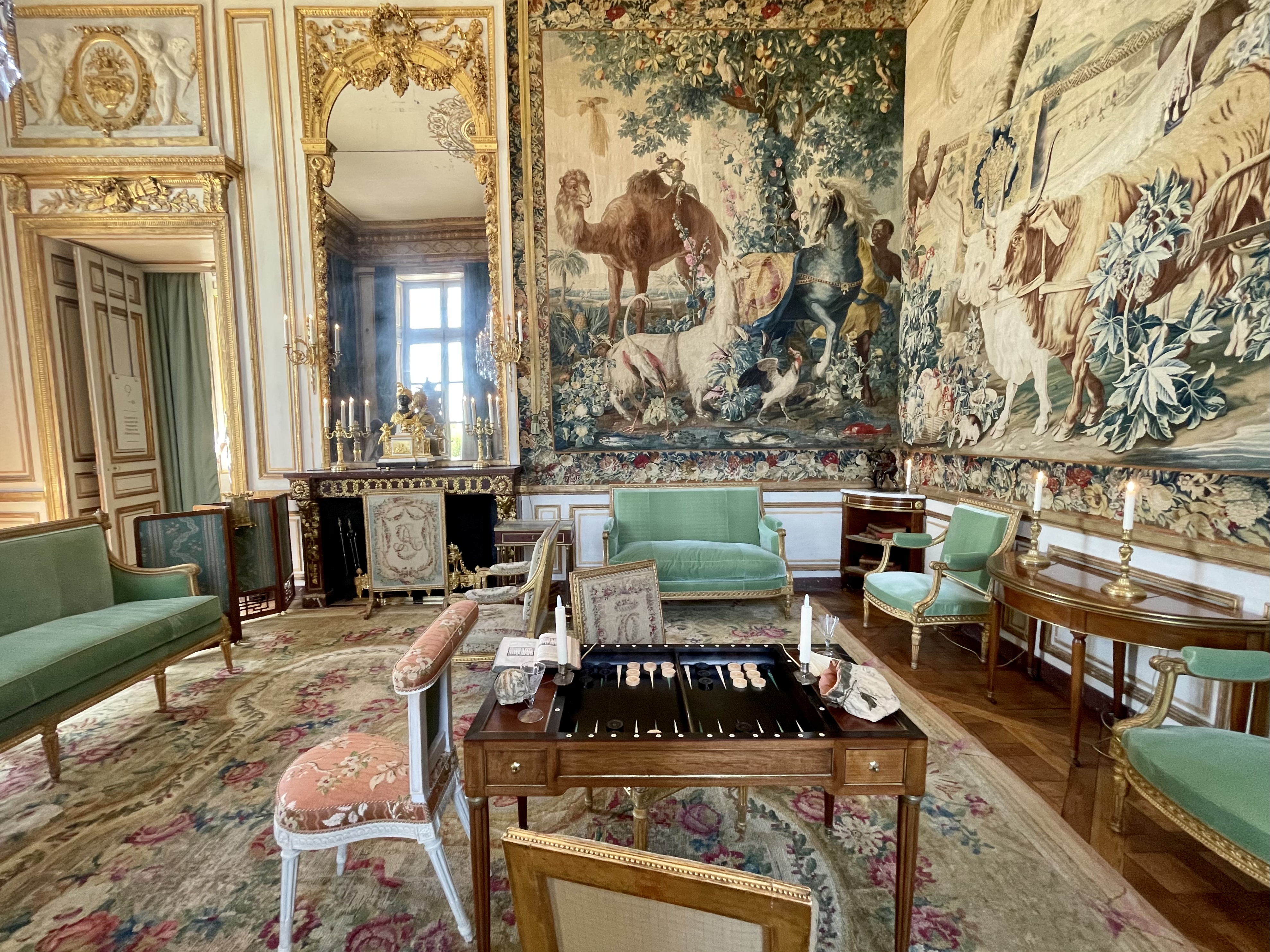
Eck- oder Spielsalon des Intendanten Ville d’Avray
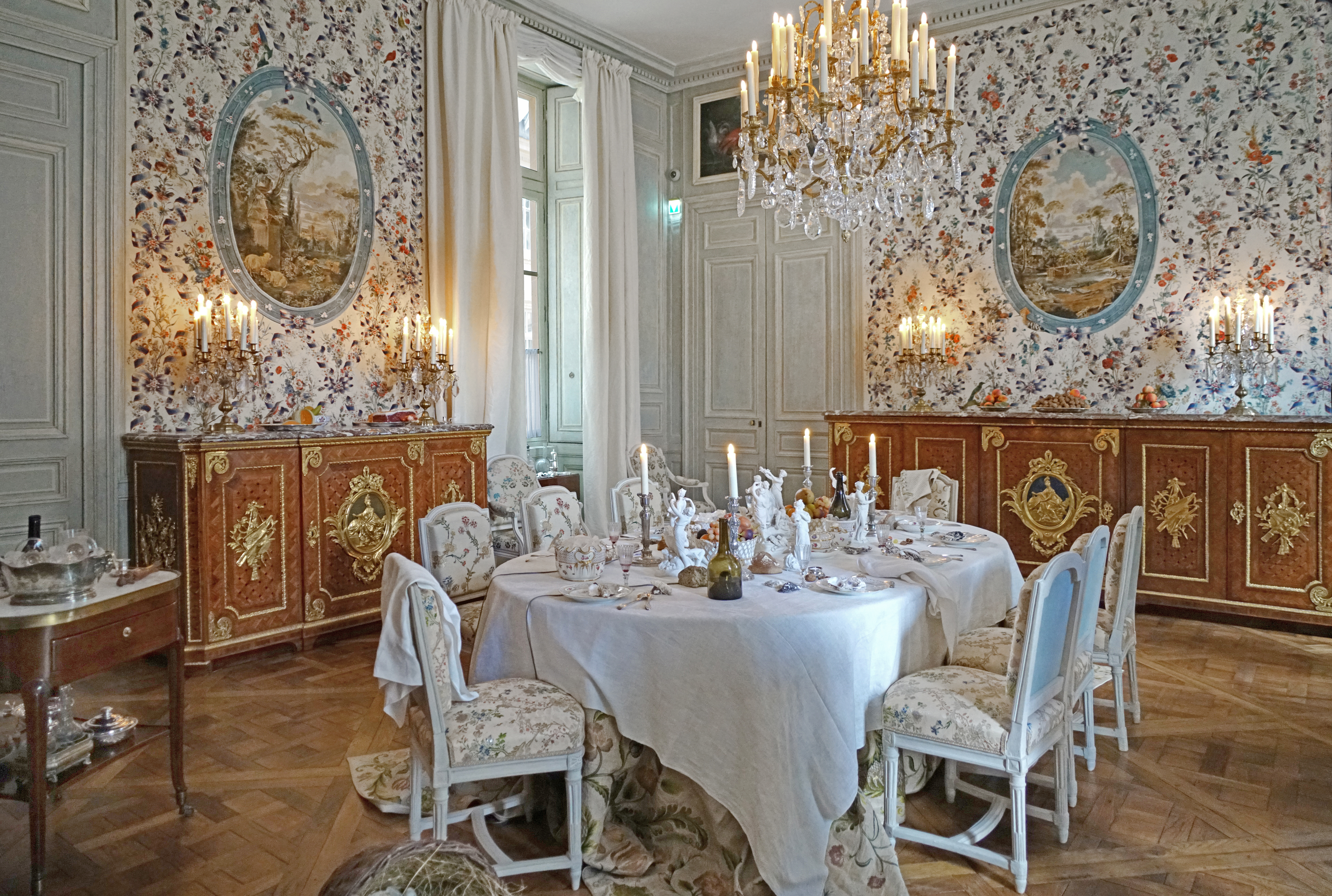
Esszimmer des Intendanten Ville d’Avray

Ein großer Teil der Ostseite des Gebäudes im ersten Stock wird vom Büro und den Wohnungen des Intendanten des Garde-Meuble eingenommen, wie es ab 1786 vom damaligen Intendanten Marc Antoine Thierry de Ville d’Avray gestaltet wurde. Es enthält einen Empfangsraum, das Zeremonialbüro des Intendanten, die Schlafzimmer und das Bad des Intendanten und seiner Frau, ein Esszimmer und einen Raum für Gesellschaften. Bei den Restaurierungsarbeiten wurden achtzehn Farbschichten aus zwei Jahrhunderten entfernt, bevor das originale Dekor freigelegt werden konnte.
Nach einem einfachen Vorraum ist der erste Raum des Appartements das Prunkbüro des Intendanten, reich möbliert und dekoriert mit Gemälden und einem Boden aus vielfarbigen Intarsien. Sein eigentliches Arbeitsbüro, viel einfacher, befindet sich daneben. In der Nähe seines Schlafzimmers hatte er auch ein kleines Arbeitszimmer, das mit Geräten für die Arbeit mit Edelsteinen und die Herstellung von Schmuck ausgestattet war, einem Hobby der Ville-d’Avray.

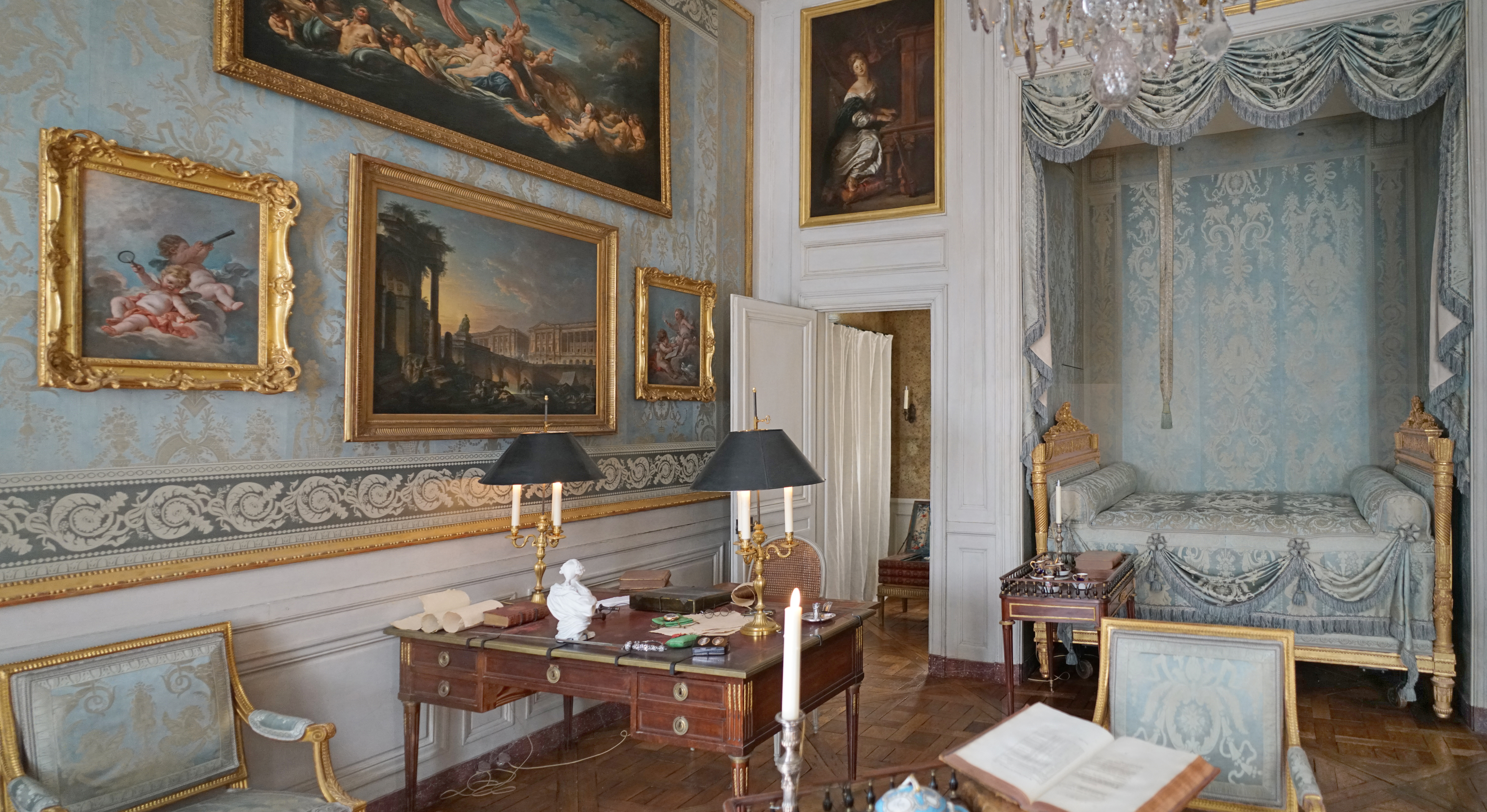
Schlafzimmer des Intendanten Ville-d’Avray
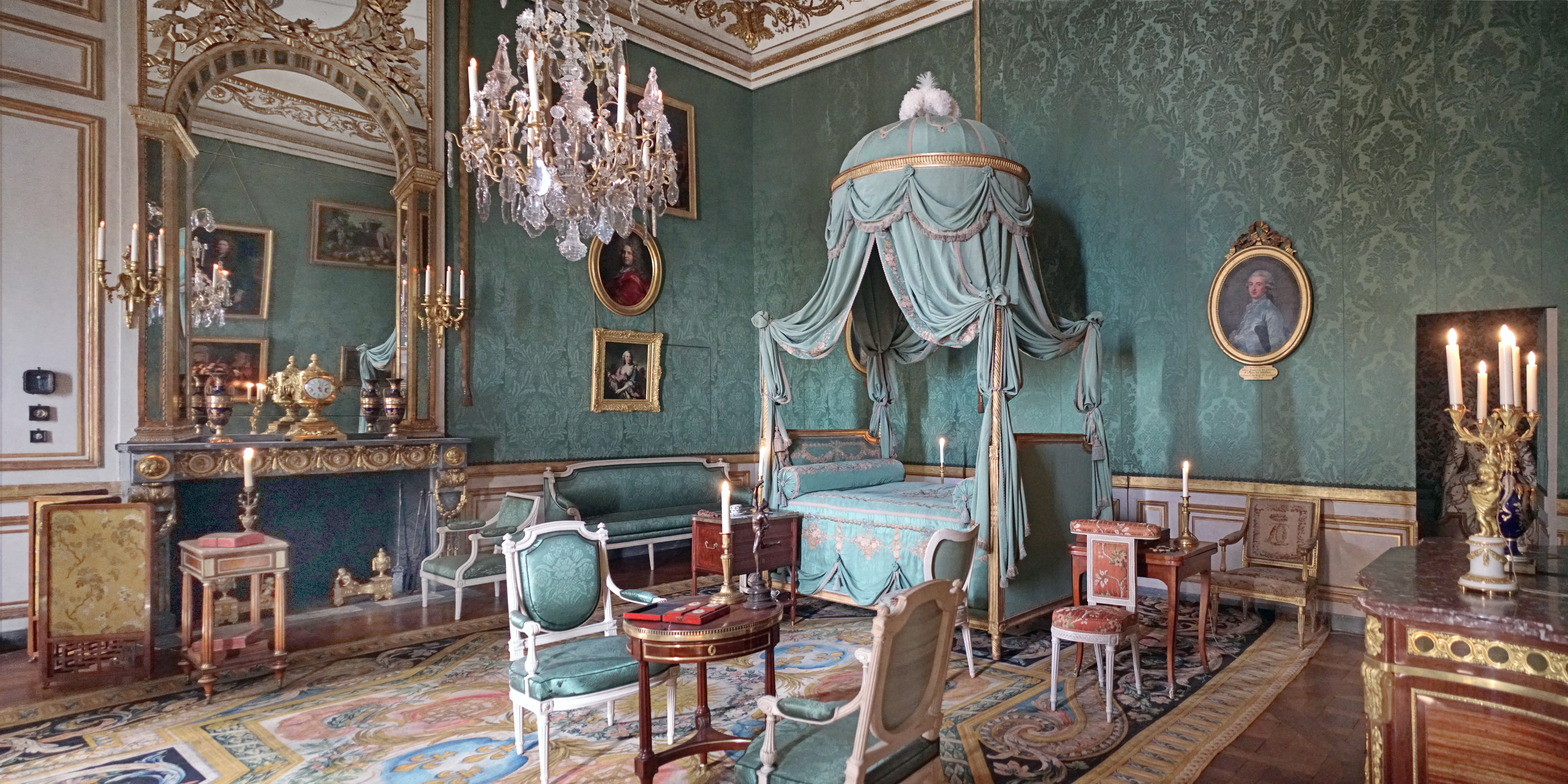
Schlafzimmer von Madame de Ville-d’Avray
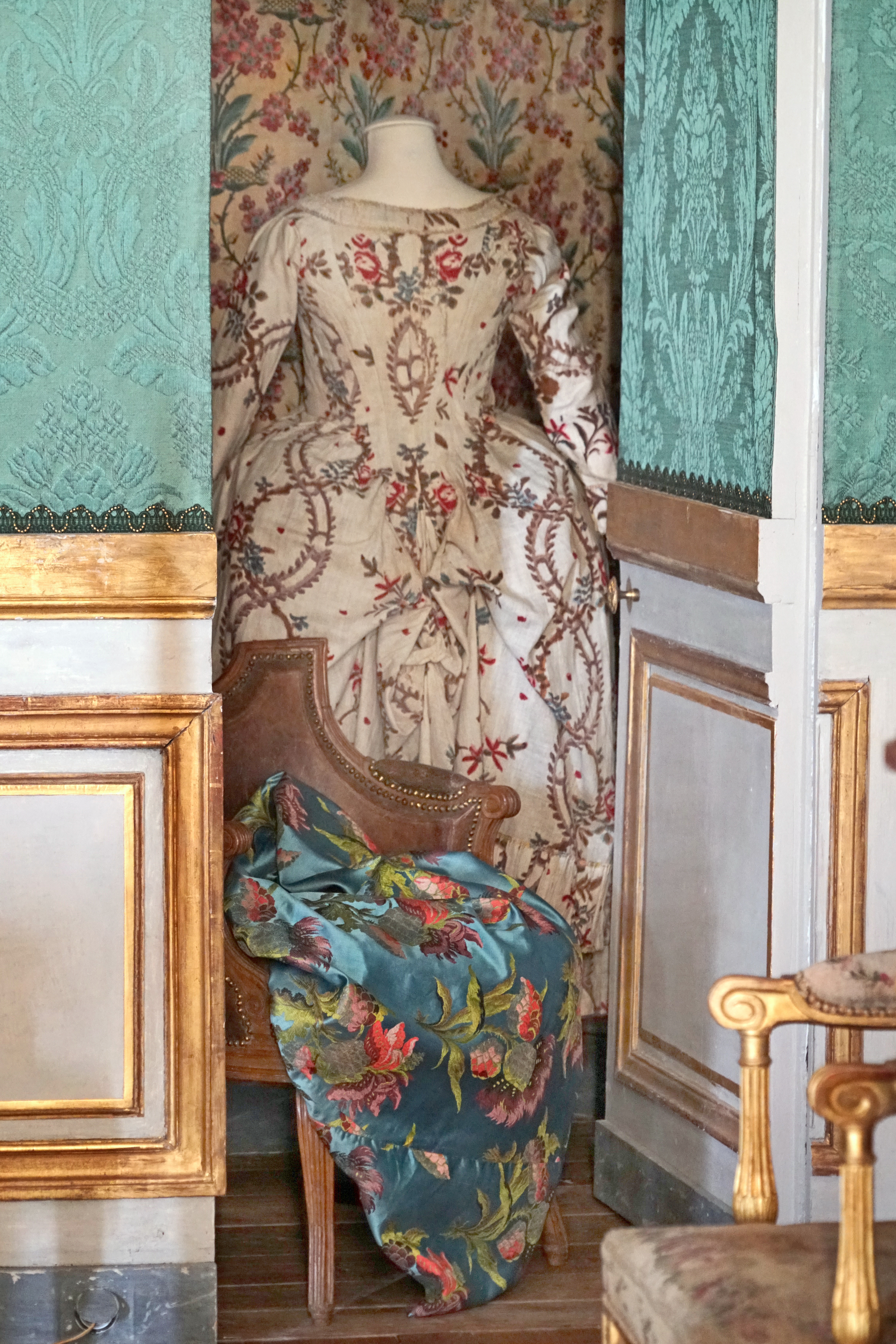
Ein Kleid von Madame de Ville-d’Avray

Während der Intendant Thierry de Ville d’Avray sehr religiös war, was sich in der schlichten Architektur seines Schlafgemachs widerspiegelte, hatte sein Vorgänger, Pierre-Élisabeth de Fontanieu, der zwischen 1770 und 1774 diente, einen ganz anderen Geschmack. Er war ein Libertin und bewirtete in seiner Residenz die unterschiedlichsten Frauen. Sein Geschmack wird durch die Dekoration seines eigenen Schlafzimmers und im Spiegelkabinett mit seinen auf die Spiegel gemalten Bildern von Putten deutlich. De Ville d’Avray ließ einige der Putten neu streichen, um ihnen einen erhebenderen Ton zu verleihen.
Während der 2015 begonnenen Restaurierung des Gebäudes wurde das ursprüngliche Büro des Intendanten Fontanieu versteckt hinter den Mauern der neueren Marinebüros entdeckt. Es verfügt noch immer über die beiden ursprünglichen Kamine und zwei bemerkenswerte Originalmöbelstücke, einen Tisch und einen Klappsekretär des berühmten Möbelhandwerkers Johann Heinrich Riesener (1771), die zuvor als Leihgabe an den Louvre und das Schloss Versailles gelangt waren; sie wurden an ihren ursprüngliches Standort im Büro zurückgebracht.
Aus dem Amt des Intendanten Fontanieu ist noch eine weitere Kuriosität erhalten: ein Kabinett, in dem er seinem Geologie-Hobby nachging. Er schuf falsche Edelsteine aus künstlich gefärbtem Kristall und nutzte das im Raum ausgestellte Gerät, um Linien, Kurven und Muster auf den von ihm hergestellten Schmuckstücken nachzuzeichnen.
Zu den Wohnungen gehört auch das Bad des Intendanten Fontanieu im klassischen Louis-seize -Stil mit Blumenmotiven auf den Möbeln, die von Marie-Antoinette populär gemacht wurden. Die Badewanne verfügte über fließendes Warmwasser, das von einem großen, über der Decke versteckten Tank versorgt wurde.

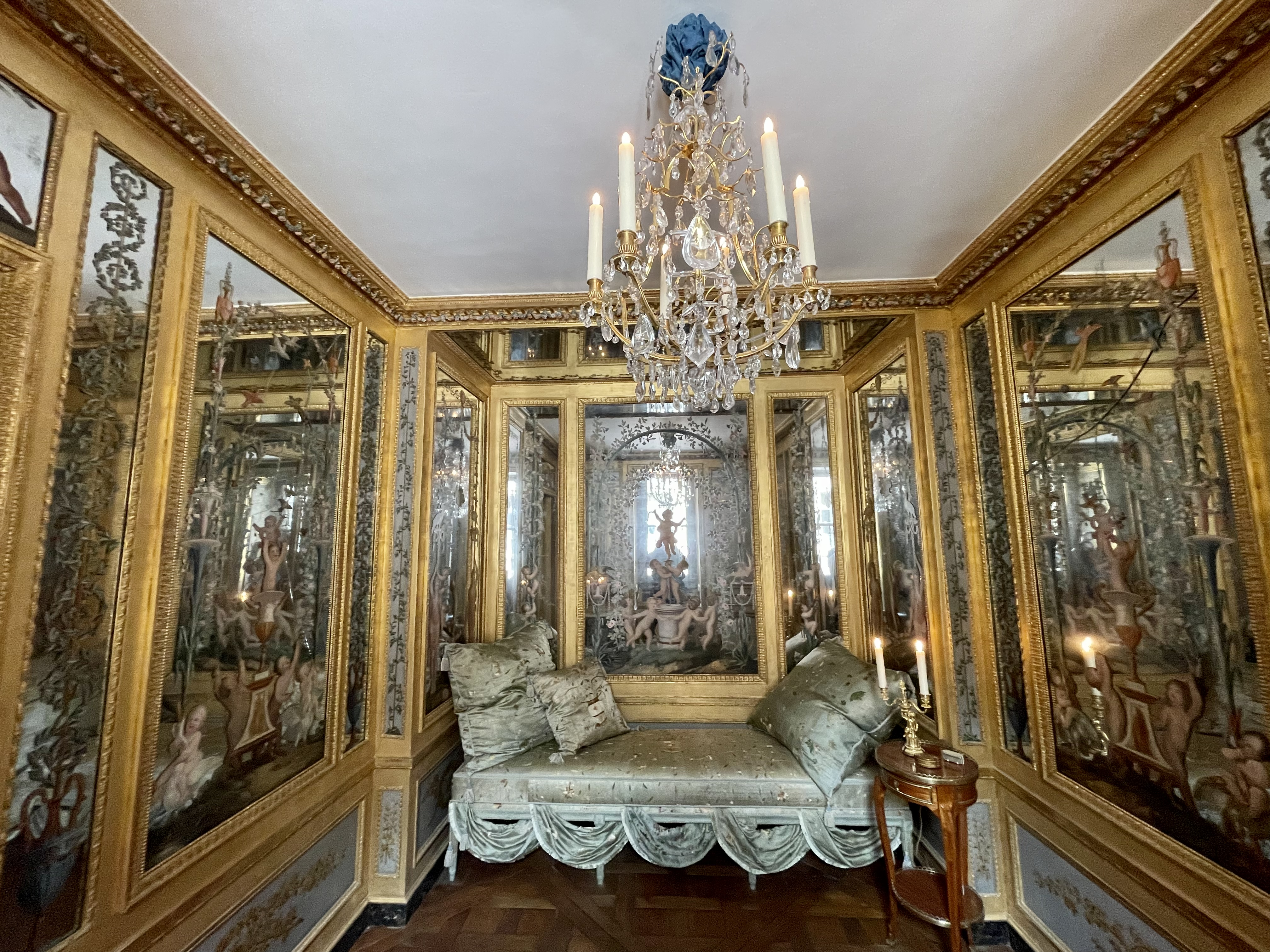
Spiegelkabinett im Appartement des Intendanten Pierre-Élisabeth de Fontanieu (1770–1774)
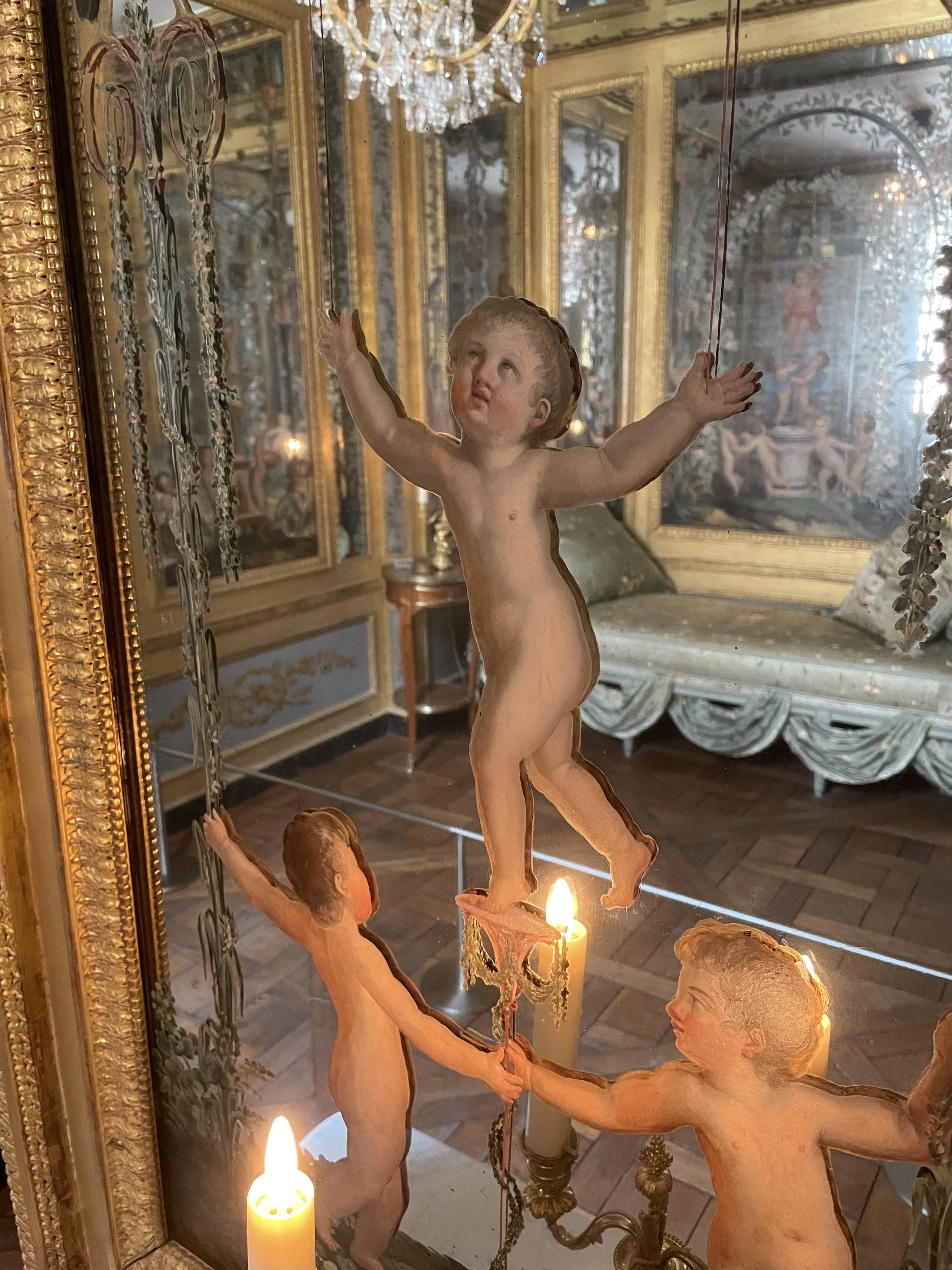
Detail des Spiegelkabinetts
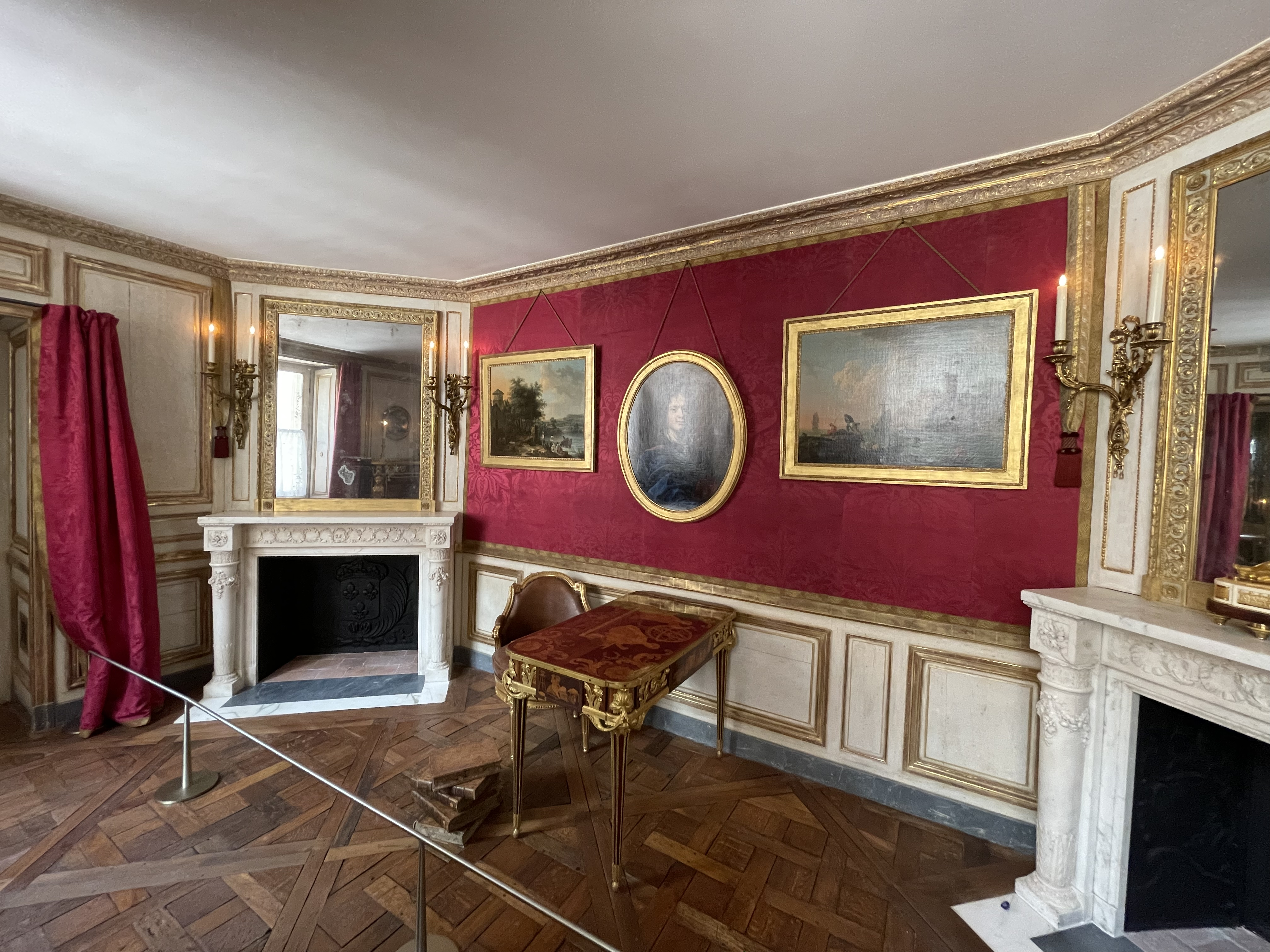
Das Cabinet Doré, Büro des Intendanten Fontanieu (1770–1774)
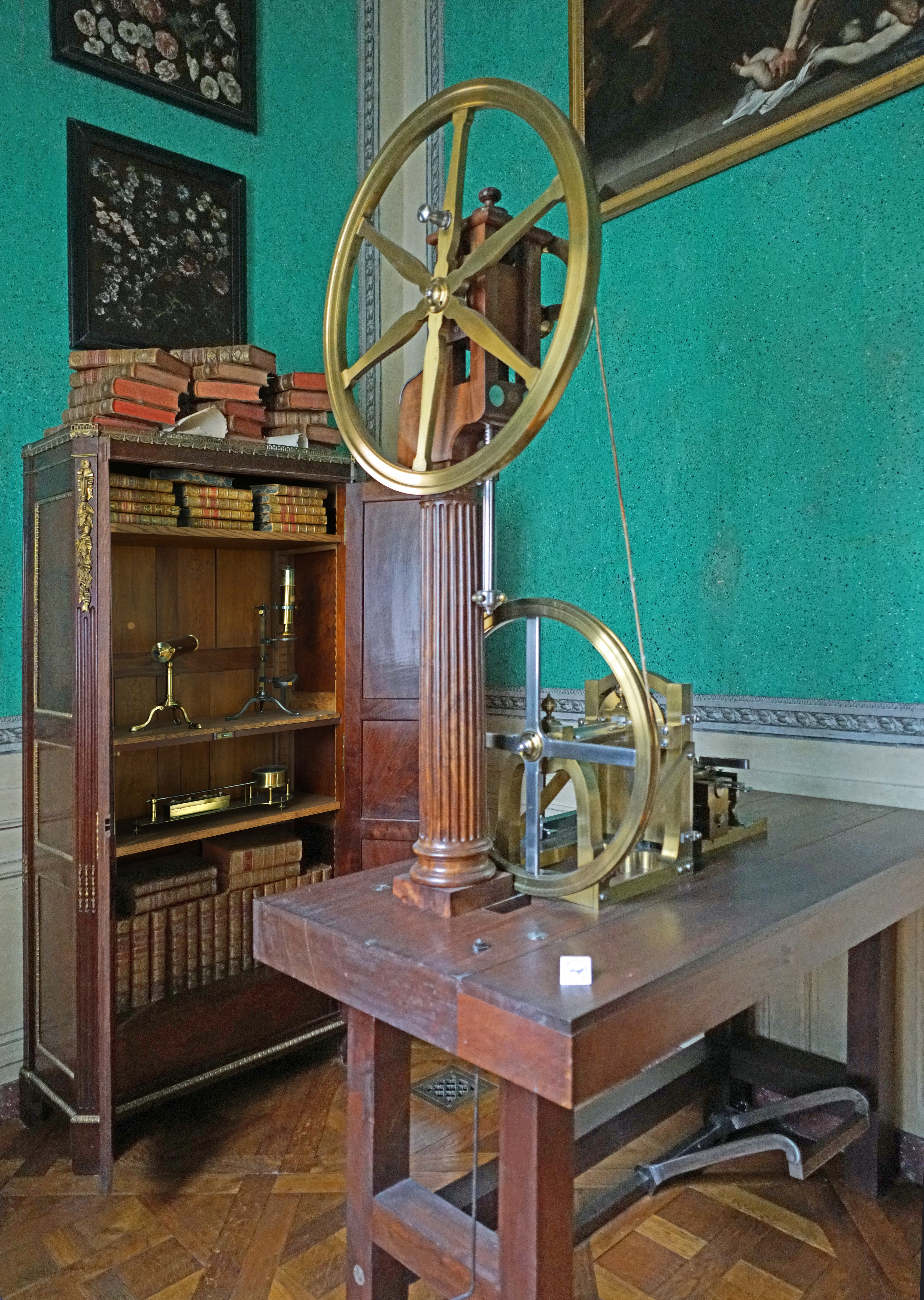
Das Geologie-Kabinett des Intendanten Fontanieu
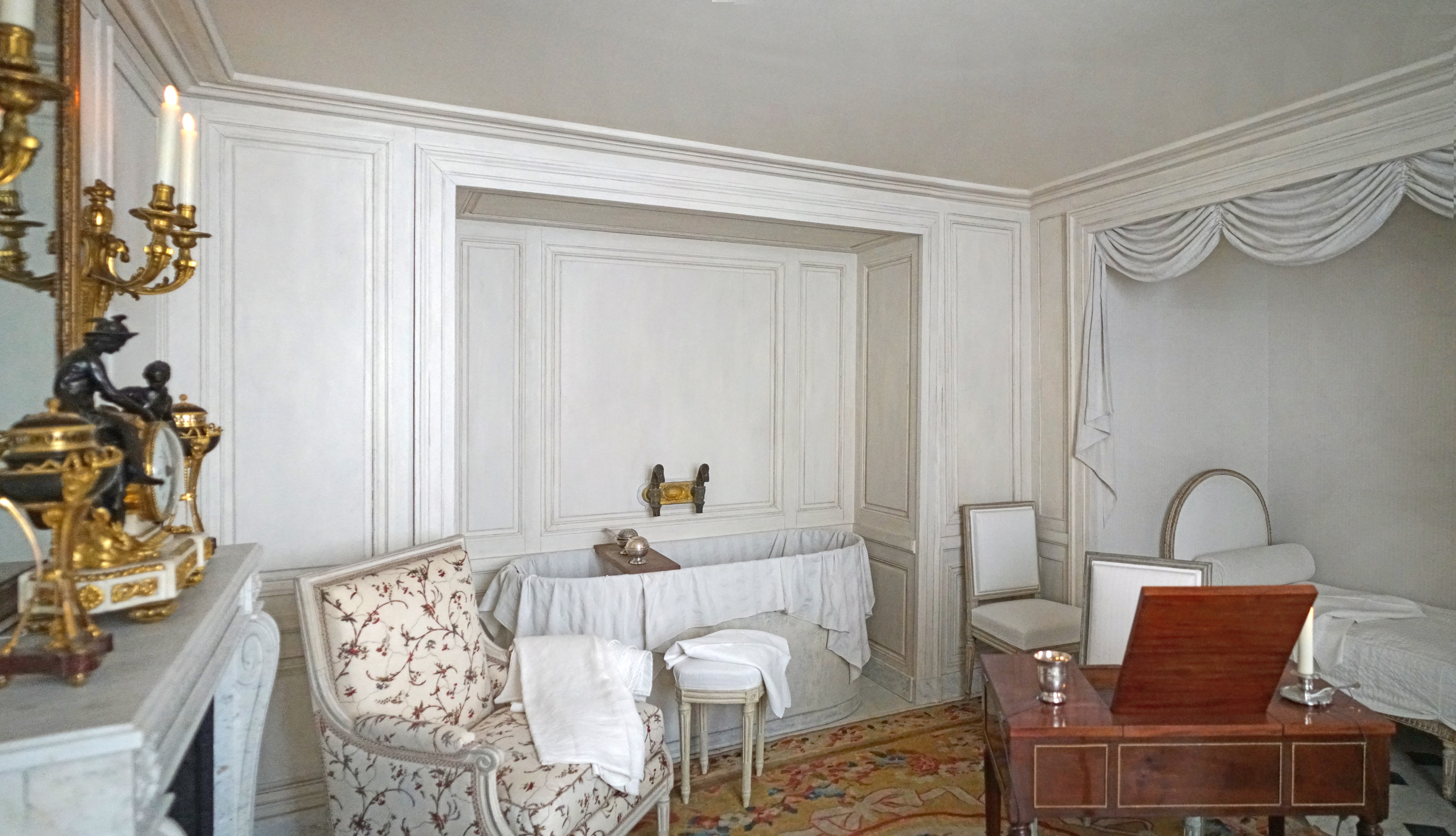
Das Badezimmer des Intendanten Fontanieu im Louise-seize-Stil

### Die Salons der Marine (1793–2015)

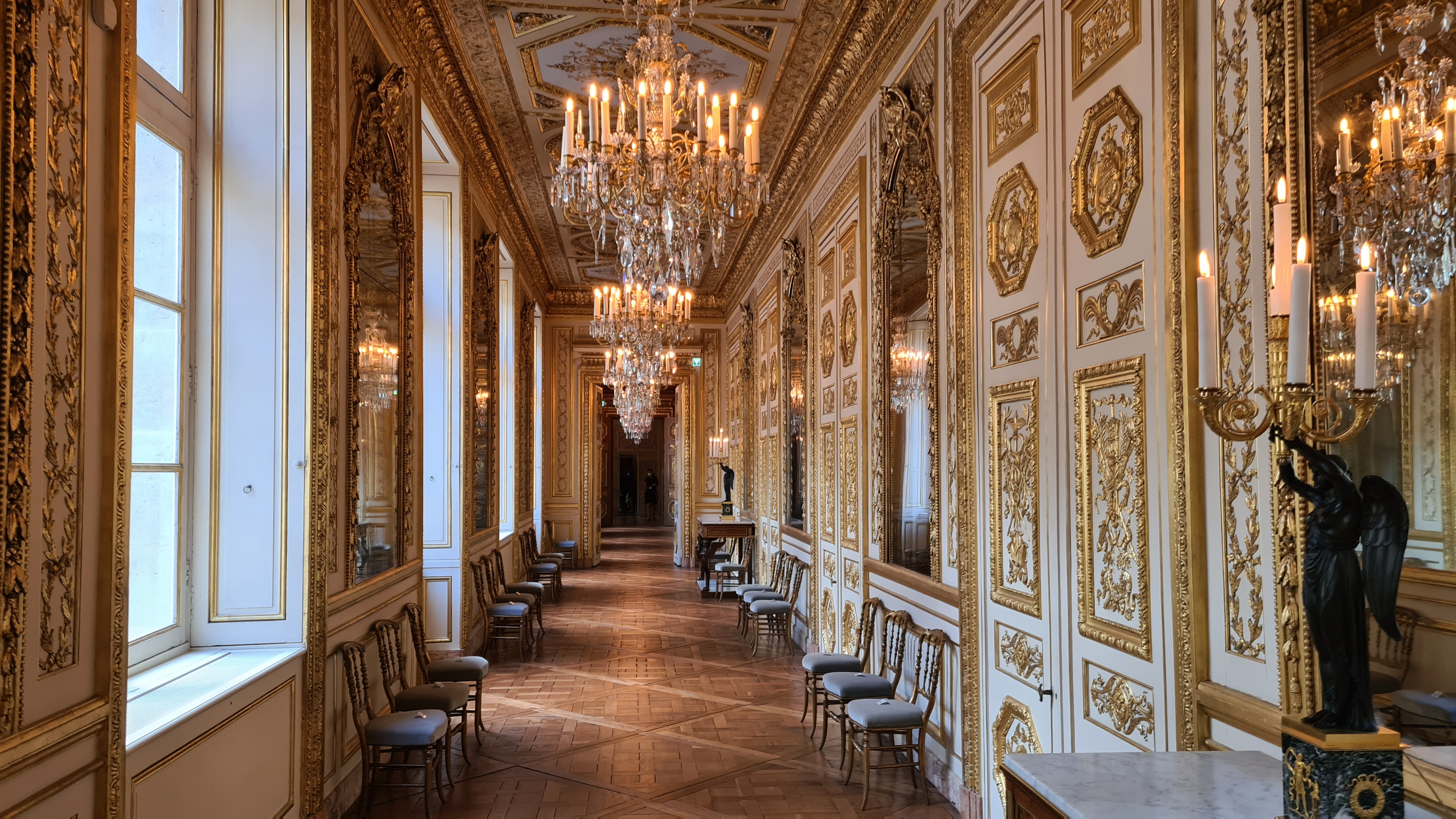
Die Galerie  Dorée, die die Marinesalons verbindet
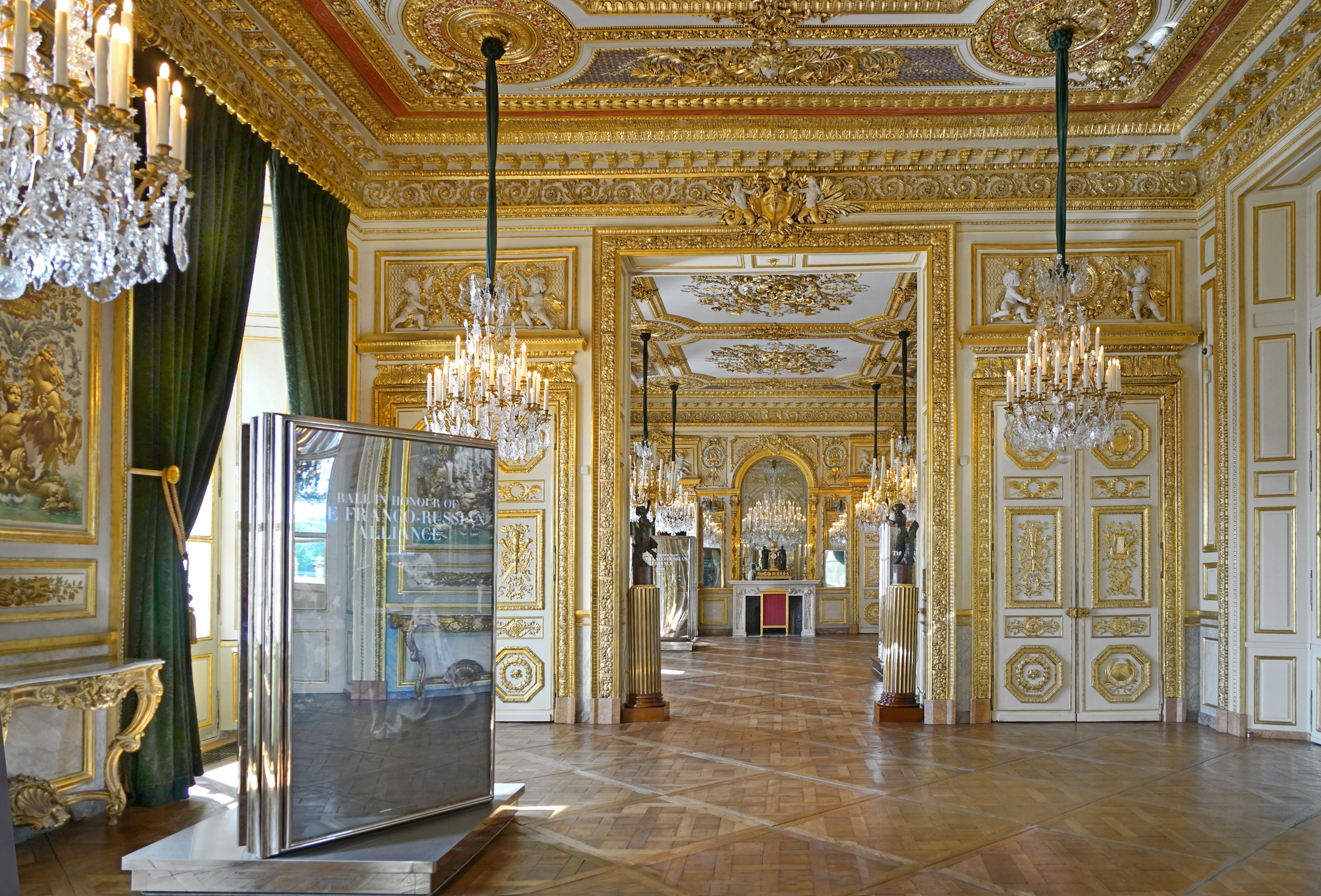
Salon des Amiraux
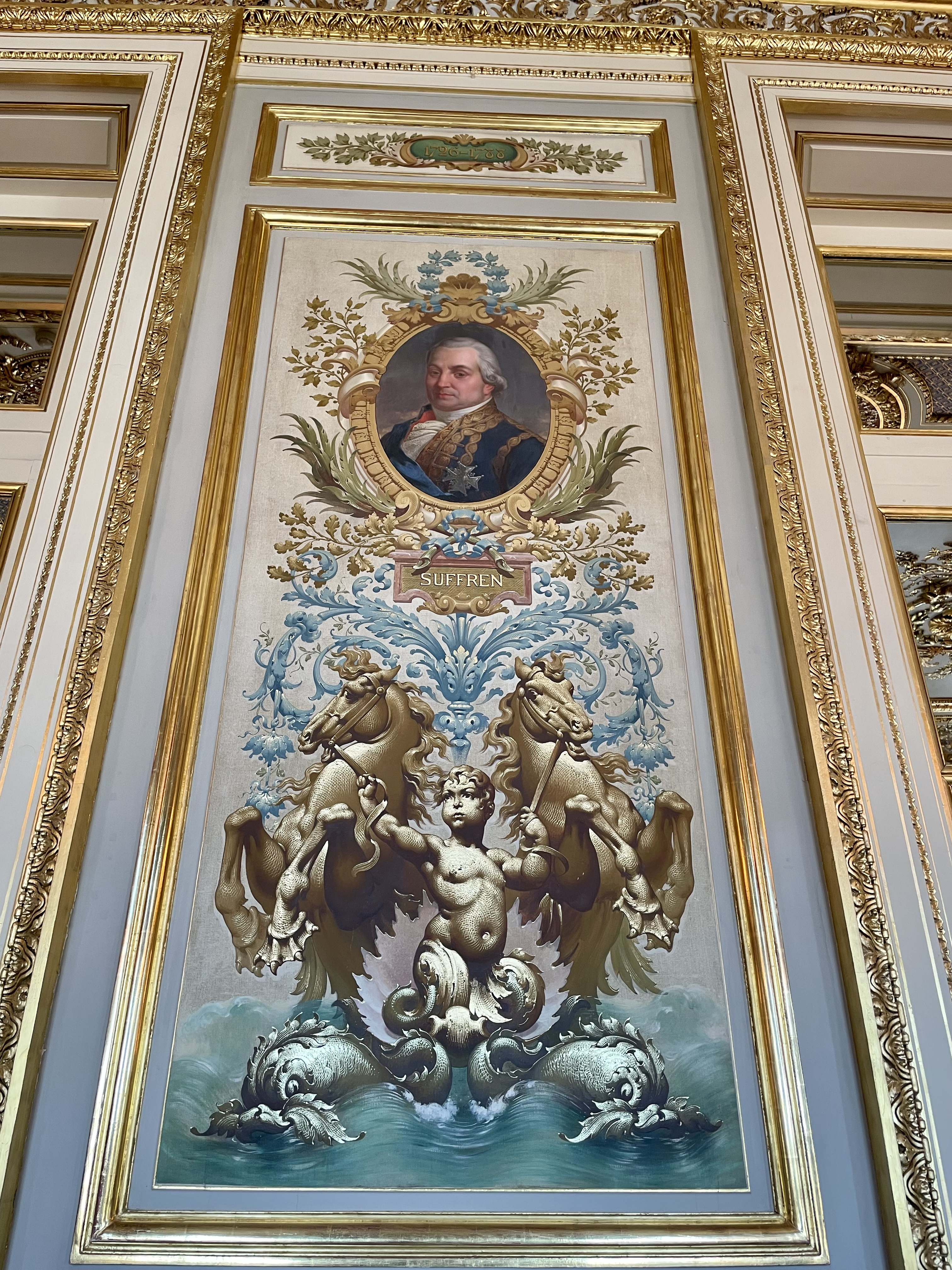
Wanddekoration zu Ehren von Admiral Pierre André de Suffren im Salon des Amiraux
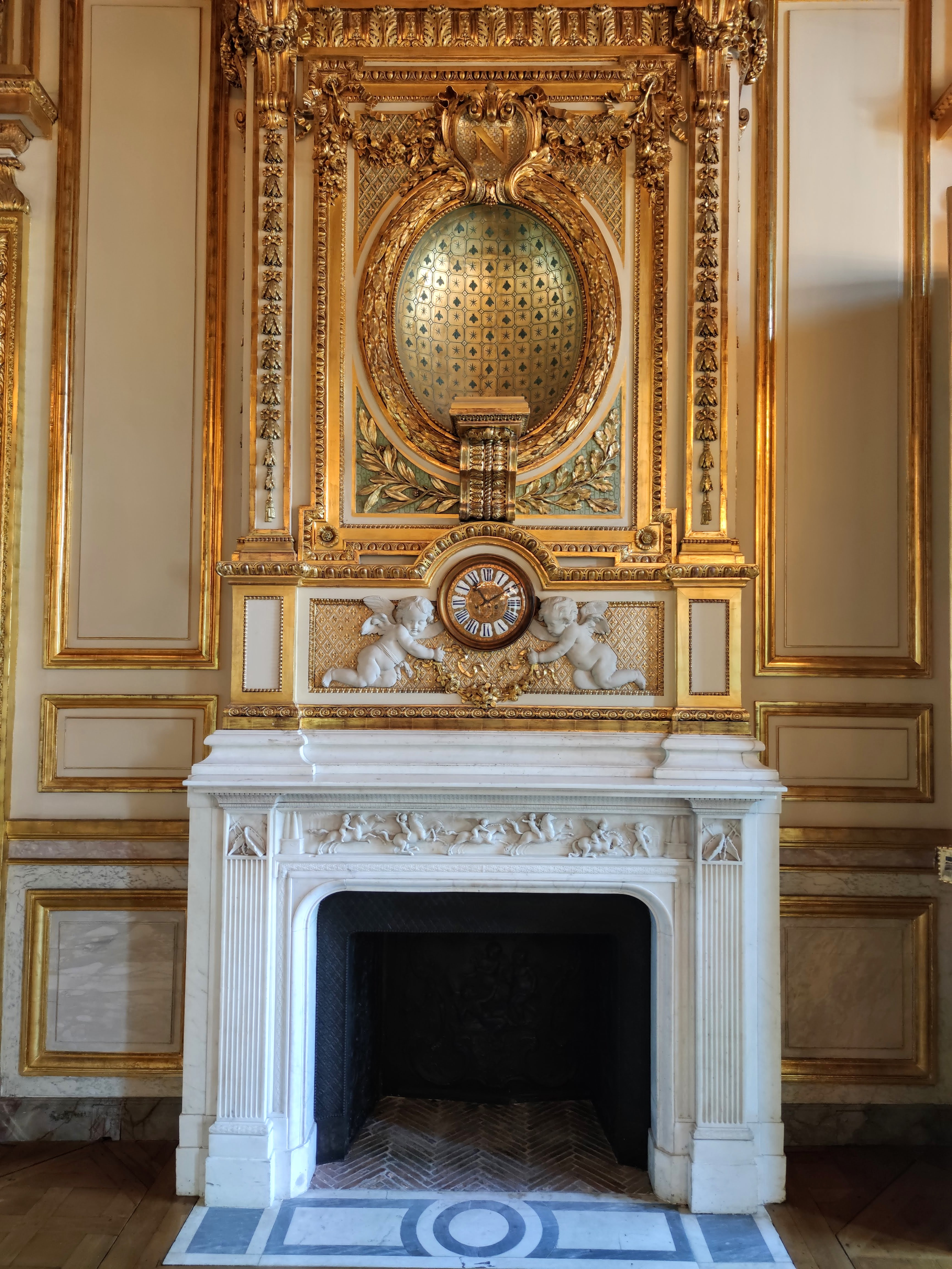
Kamin im Salon des Amiraux

Im Jahr 1793, während der Revolution, wurde die königliche Garde-Meuble abgeschafft und die französische Marine übernahm dann das gesamte Gebäude. Während der Julimonarchie und insbesondere ab 1843 wurden einige der Räume, in denen die königlichen Möbel ausgestellt waren, in Büros umgewandelt, während die Räume an der Vorderseite des Gebäudes mit Blick auf die Place de la Concorde in Salons für Marineveranstaltungen umgewandelt wurden. Die beiden Haupträume waren der Salon d’Honneur und der Salon des Amiraux. Die Wände, Decken und Türen waren aufwendig vergoldet und mit Skulpturen, Spiegeln und Schnitzereien mit nautischen Themen verziert, darunter Schiffsbögen, Anker, Fische und Sirenen. Während der Regierungszeit von König Louis-Philippe wurde eine Reihe großer Medaillons hinzugefügt, die berühmte Persönlichkeiten der französischen Marinegeschichte darstellen, darunter Pierre André de Suffren, Jean Bart und Louis Antoine de Bougainville. Diese Räume wurden im 19. Jahrhundert teilweise auch für Veranstaltungen außerhalb der Marine genutzt. Napoleon Bonaparte veranstaltete dort 1804 einen Ball, um seine Krönung zum Kaiser zu feiern, und 1836 feierte Louis-Philippe die Einweihung des Obelisken auf der Place de la Concorde.
Der Salon des Diplomates wurde bis 2015 für intimere diplomatische Treffen genutzt. Während der Revolution im Jahr 1792 wurden dort die dort deponierten (später wiedergefundenen) Diamanten der königlichen Krone gestohlen. Es war außerdem mit einem versteckten Abhörposten hinter einer Wand ausgestattet, so dass private Gespräche diskret mitgehört werden konnten.

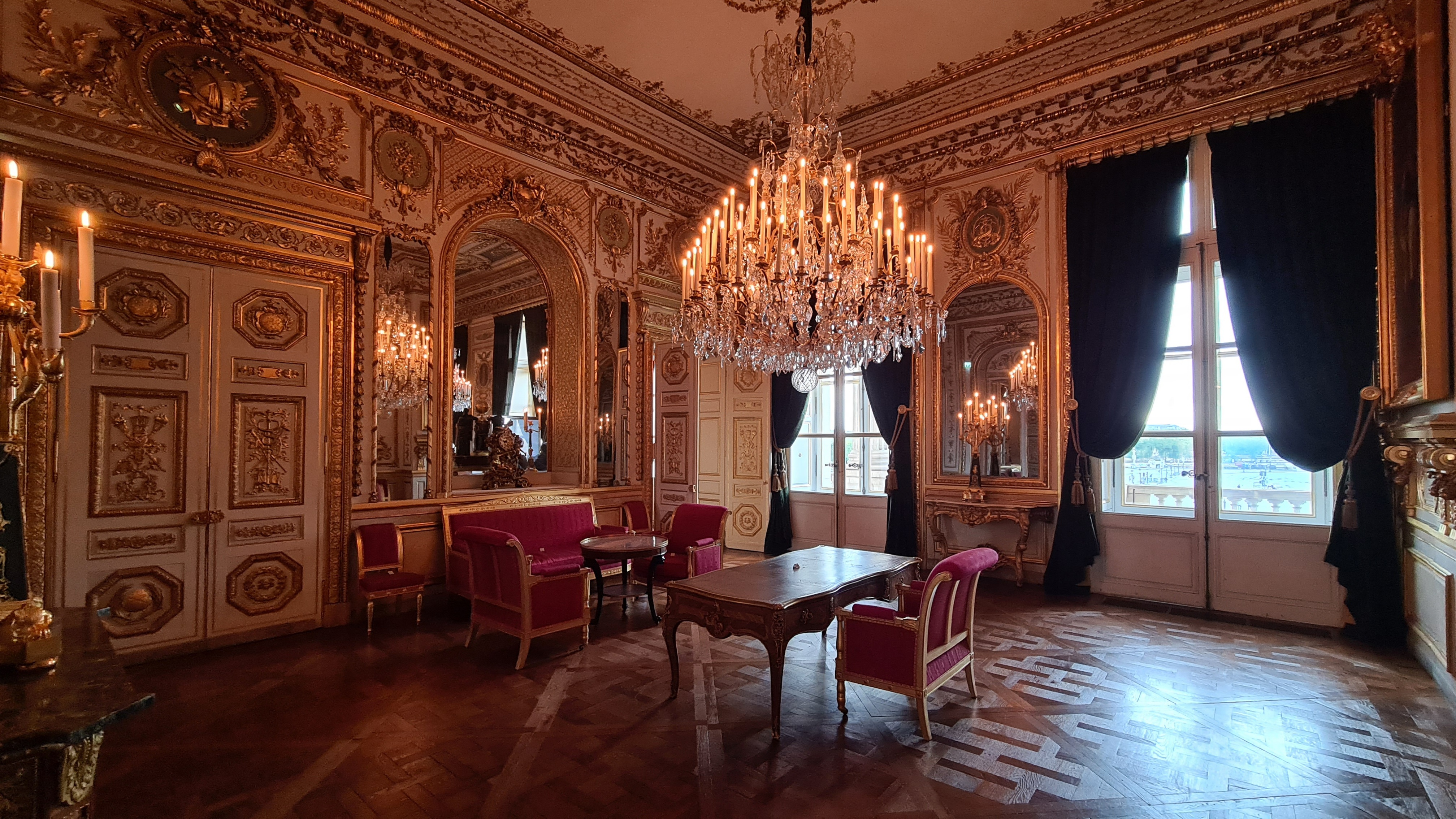
Der Salon des Diplomates

### Restaurierung
Die ursprüngliche Funktion des Gebäudes war ein Depot für Dekorationsgegenstände, und das Hôtel spiegelt dieses Erbe wider und verfügt über eine sehr reiche Sammlung von Gemälden, Skulpturen, Wandteppichen, Kronleuchtern, Möbeln und anderer dekorativer Kunst, hauptsächlich aus dem 18. und 19. Jahrhundert. Zum Glück wurden die Räume des Gebäudes während der Revolution weniger geplündert und zerstört als viele andere Pariser Wahrzeichen. Die Kuratoren konnten viele der originalen Möbel- und Dekorationsstücke an anderen Orten wiederfinden, darunter im Schloss Versailles und im Élysée-Palast.

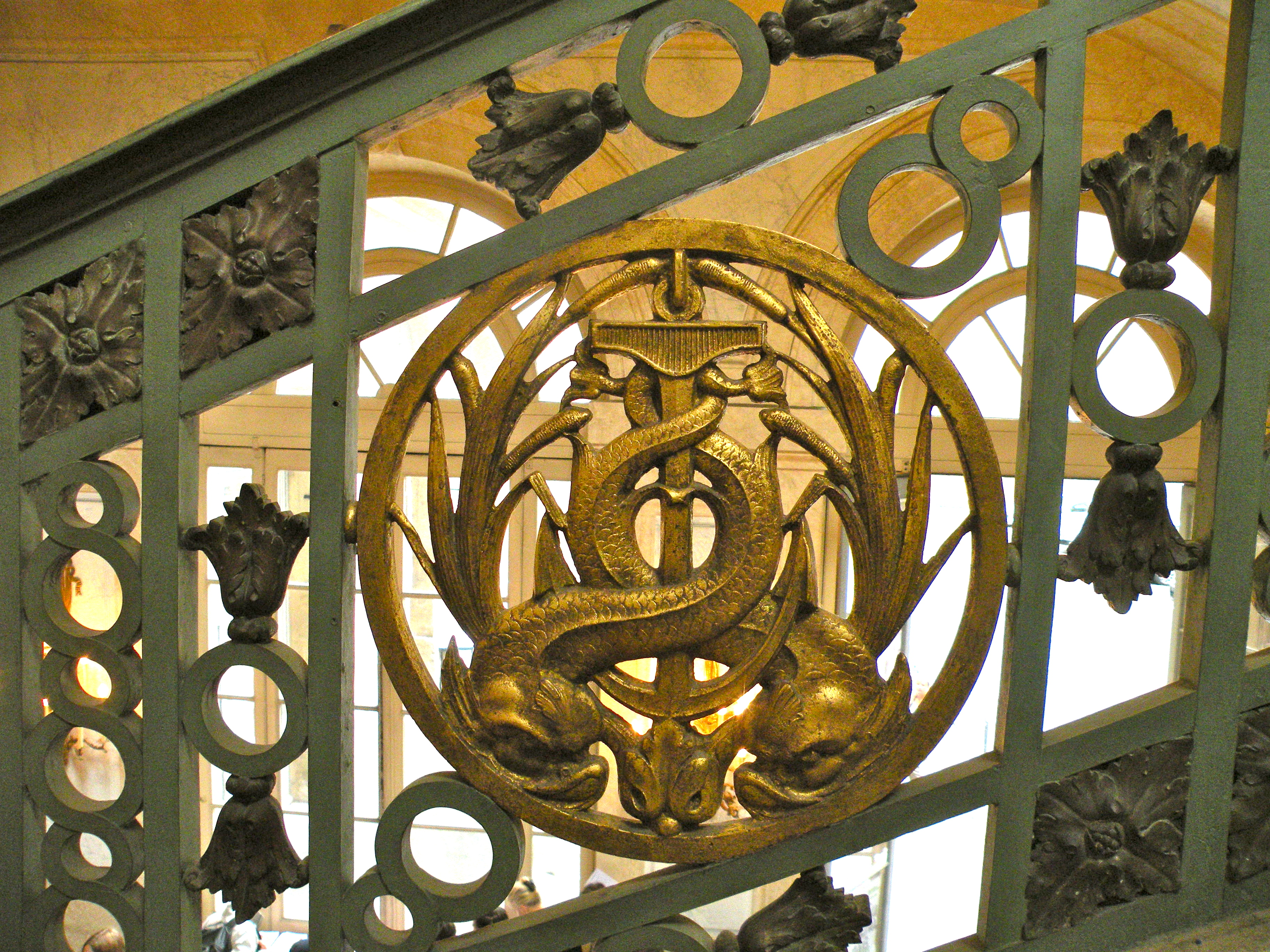
Geländer der Ehrentreppe zum ersten Stock, mit nautischem Thema
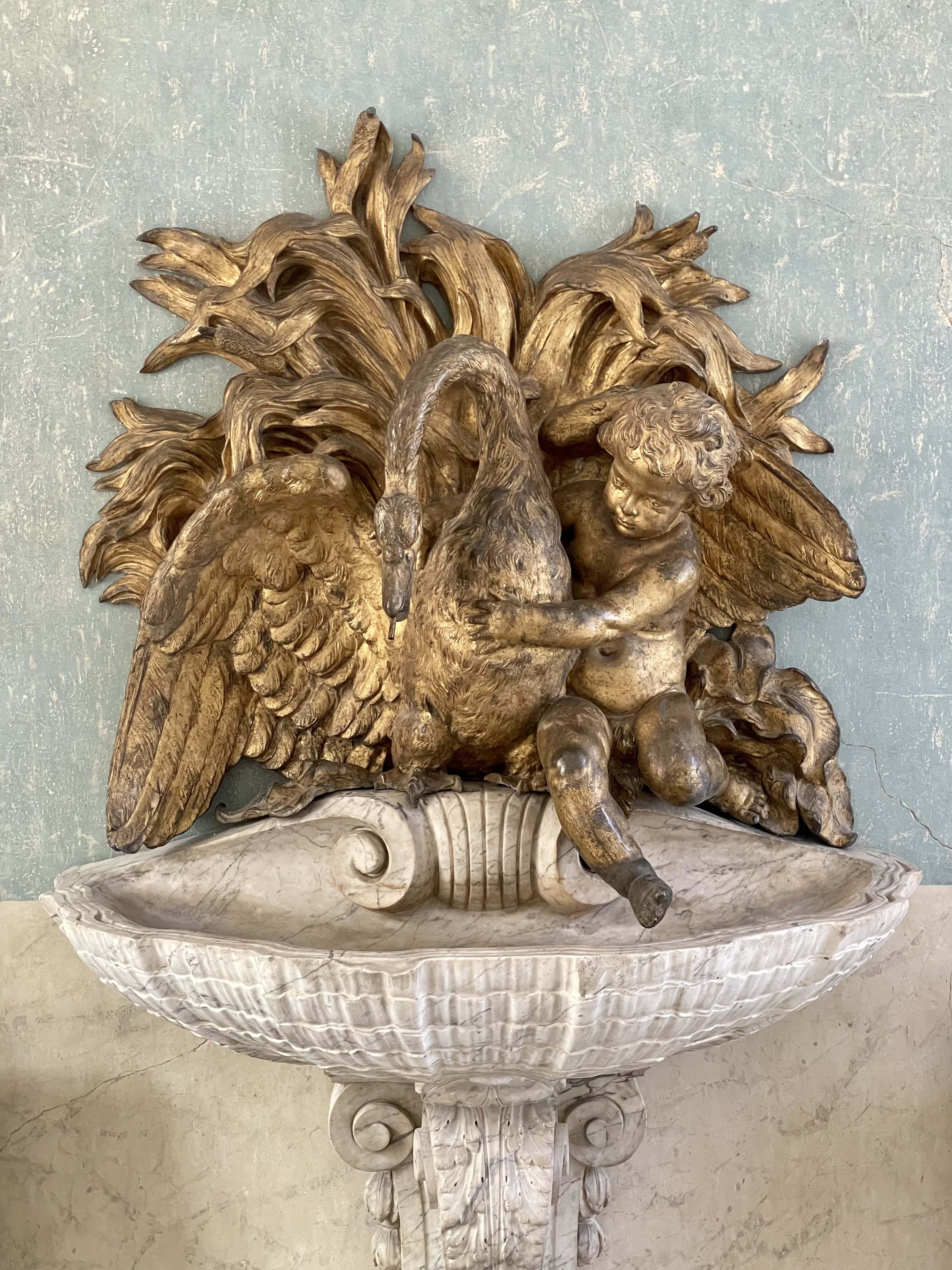
Carraramarmor und vergoldeter Wasserbrunnen im Eingangsbereich der Wohnung des Intendanten (18. Jh.)
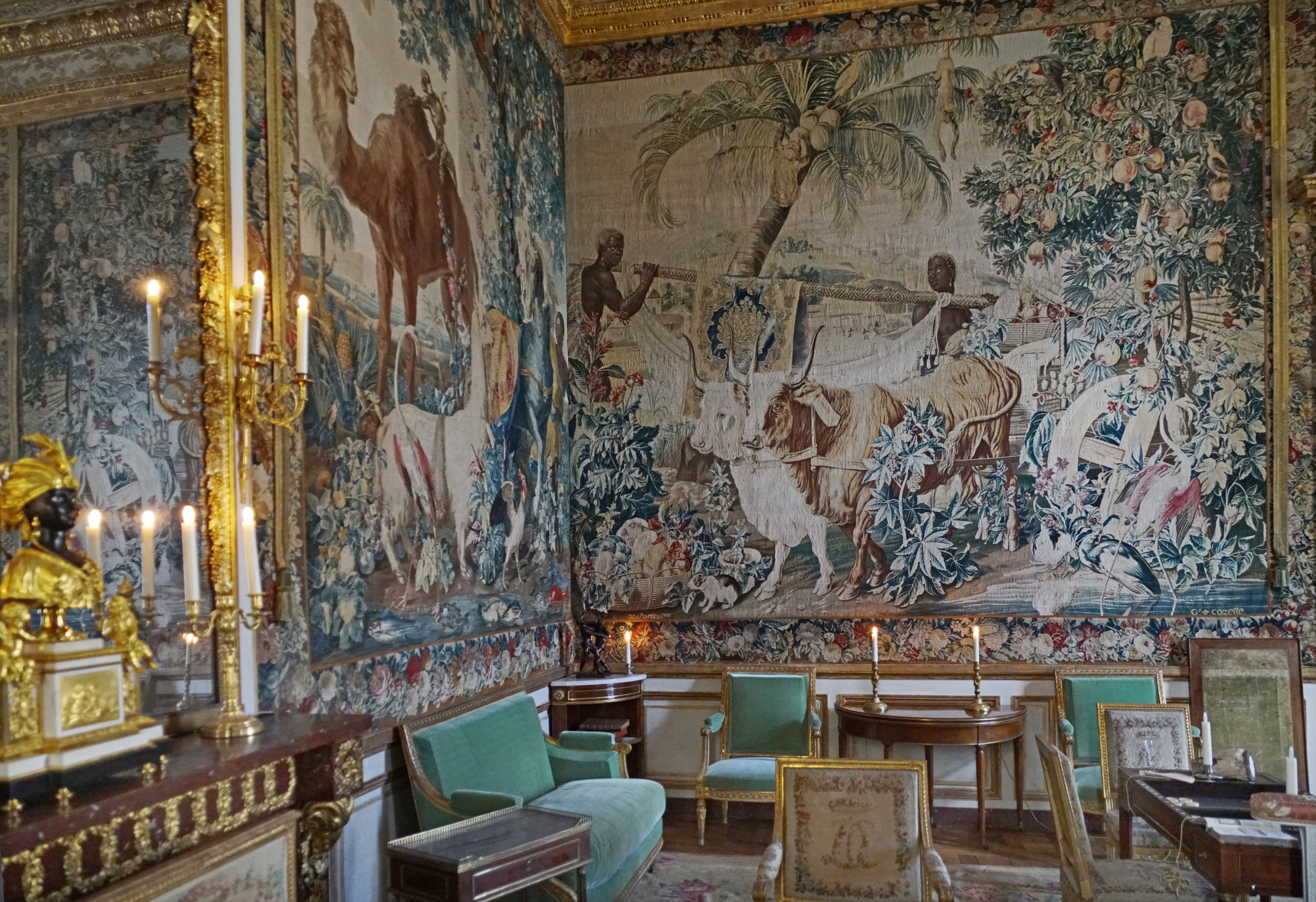
Wandteppich im Gästesalon des Intendanten
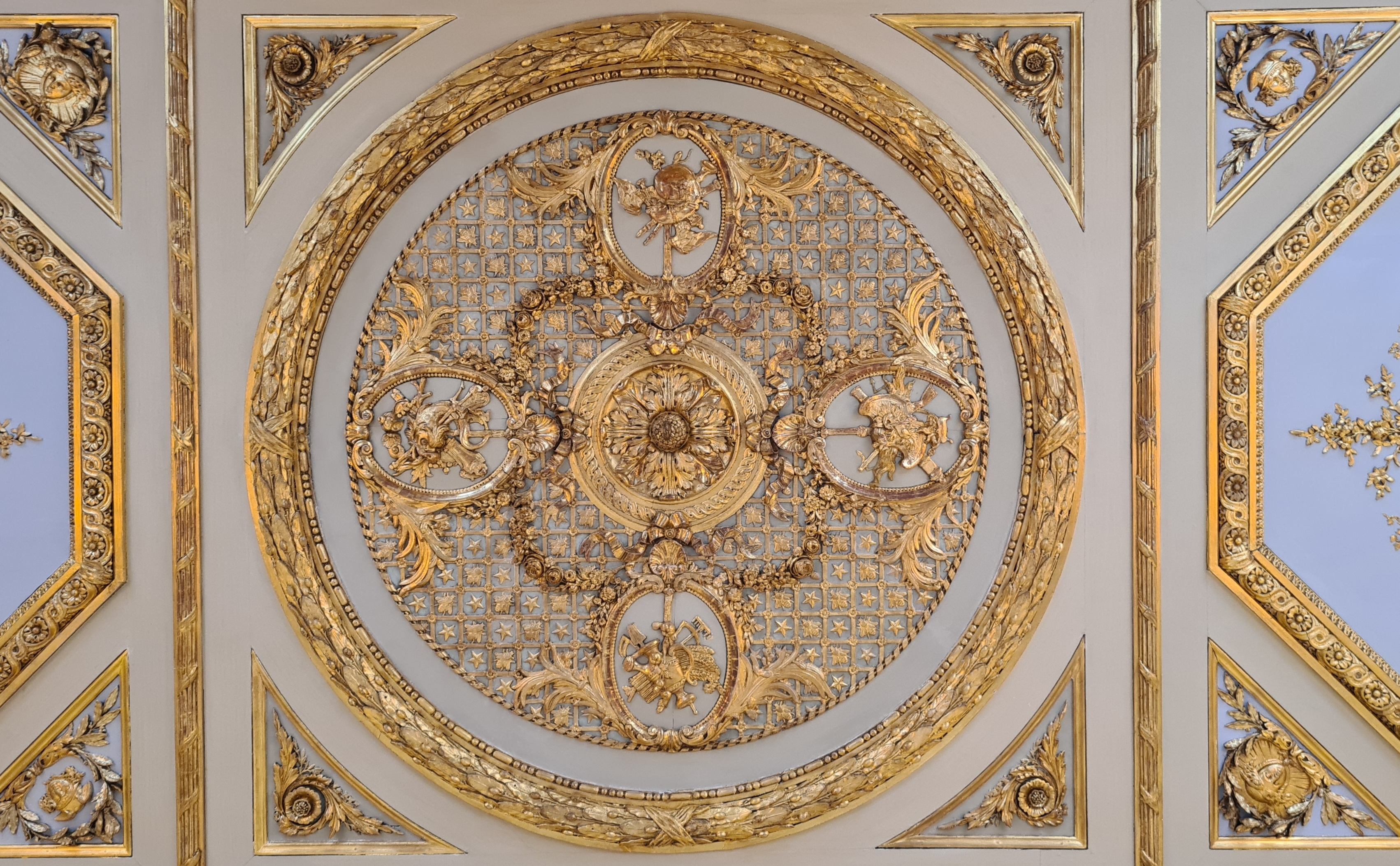
Detail der Deckendekoration, Galerie Dorée

Die Restaurierung des Gebäudes kostete am Ende insgesamt 135 Millionen Euro. Zehn Millionen kamen vom französischen Staat, 6,7 Millionen von privaten Spendern und 20 Millionen aus Werbeeinnahmen. Der Rest wurde vom Centre des monuments nationaux geliehen, das hofft, die Kosten durch künftige Einnahmen decken zu können. Darüber hinaus wird das Projekt durch die Vermietung von Büroräumen im dritten und vierten Obergeschoss gefördert. Diese Räume, früher Wohnungen und Lagerräume im alten Gebäude, wurden in ihrem ursprünglichen Aussehen wiederhergestellt, weisen jedoch weder eine kunstvolle Dekoration noch einen großen historischen Wert auf.

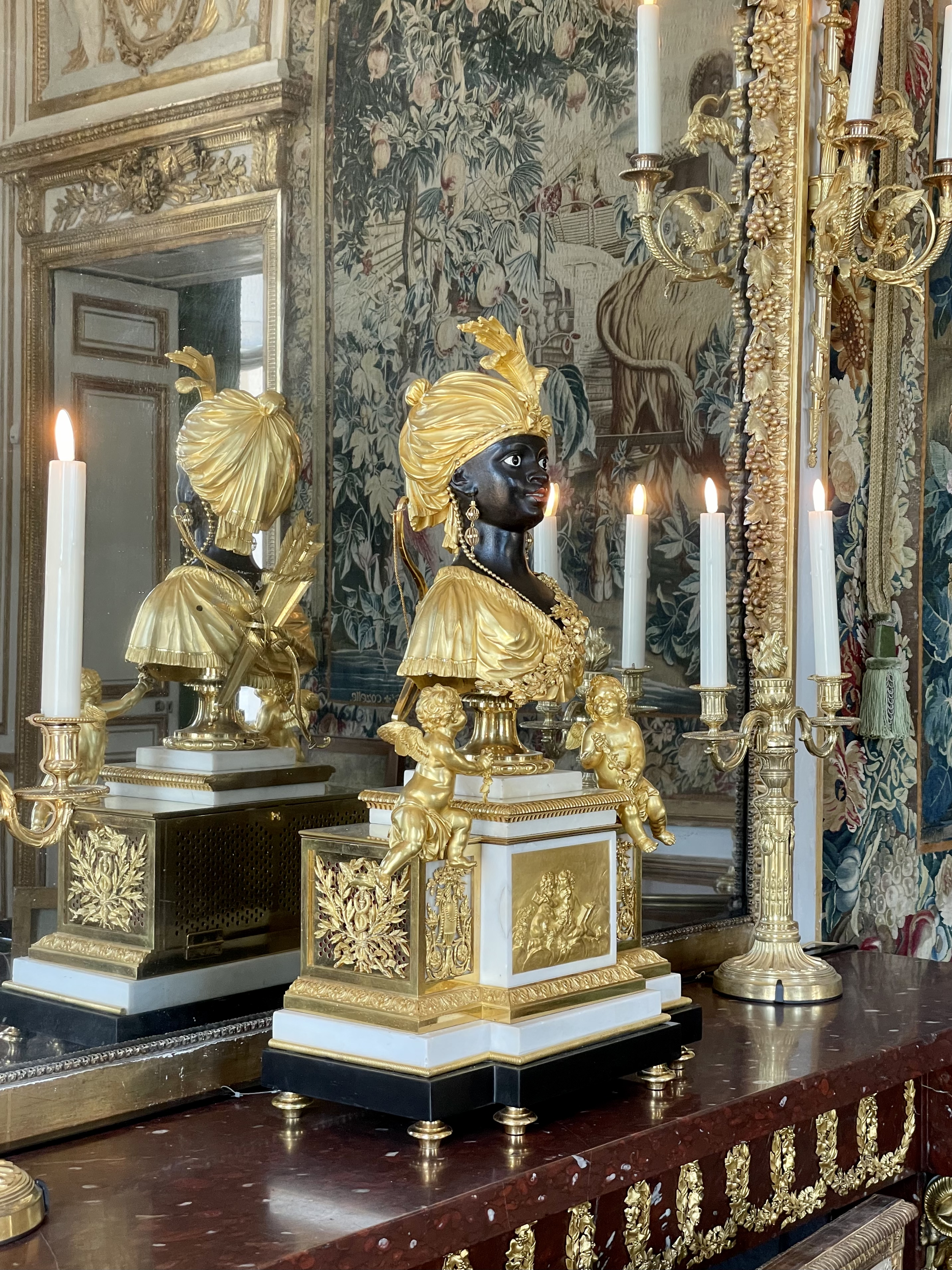
Vergoldete Spieluhr und Automat mit numidischer Figur, Gästesalon des Intendanten (18. Jh.)
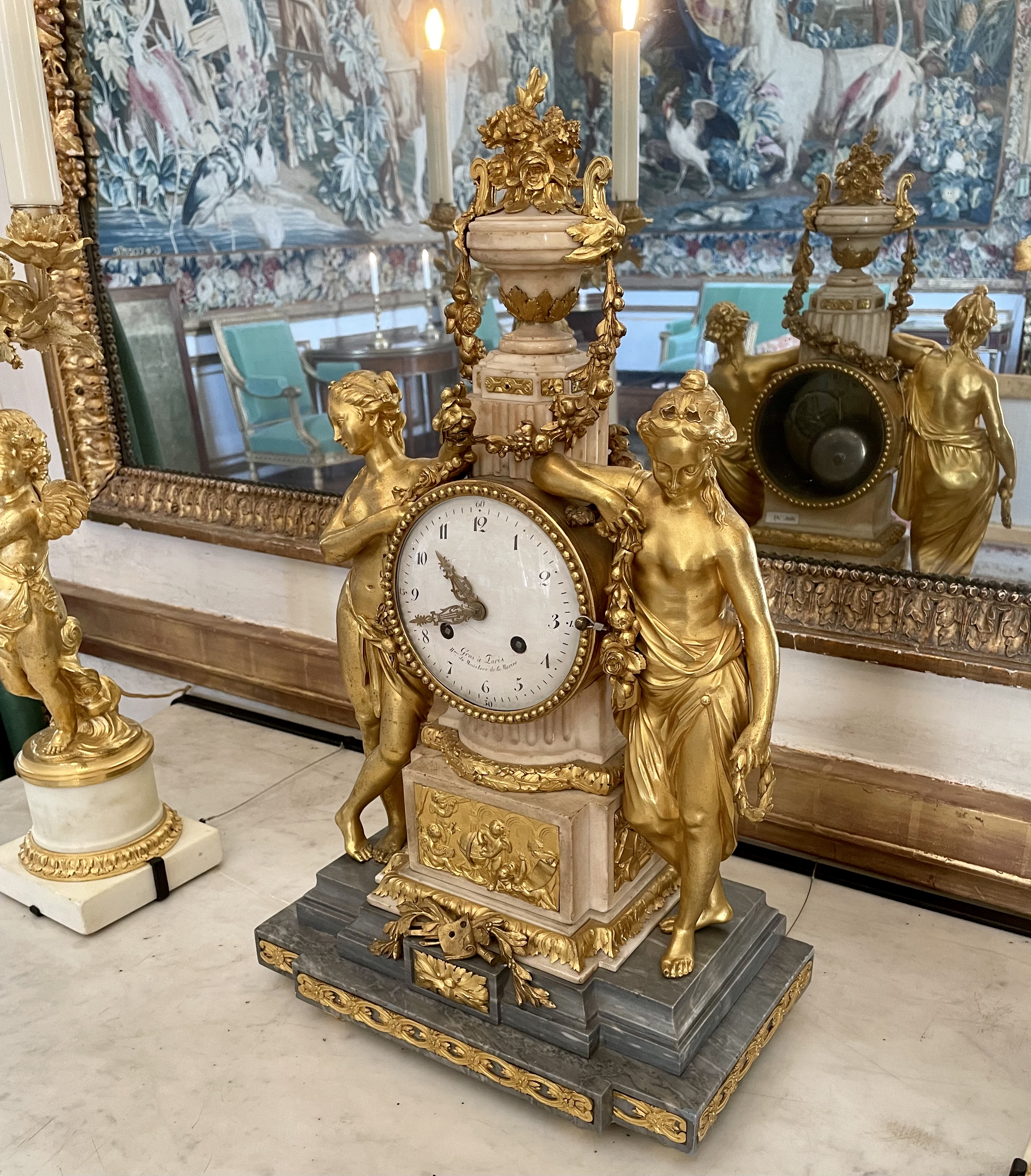
Uhr vom Hersteller von Chronometern für die französische Marine (18. Jh.)
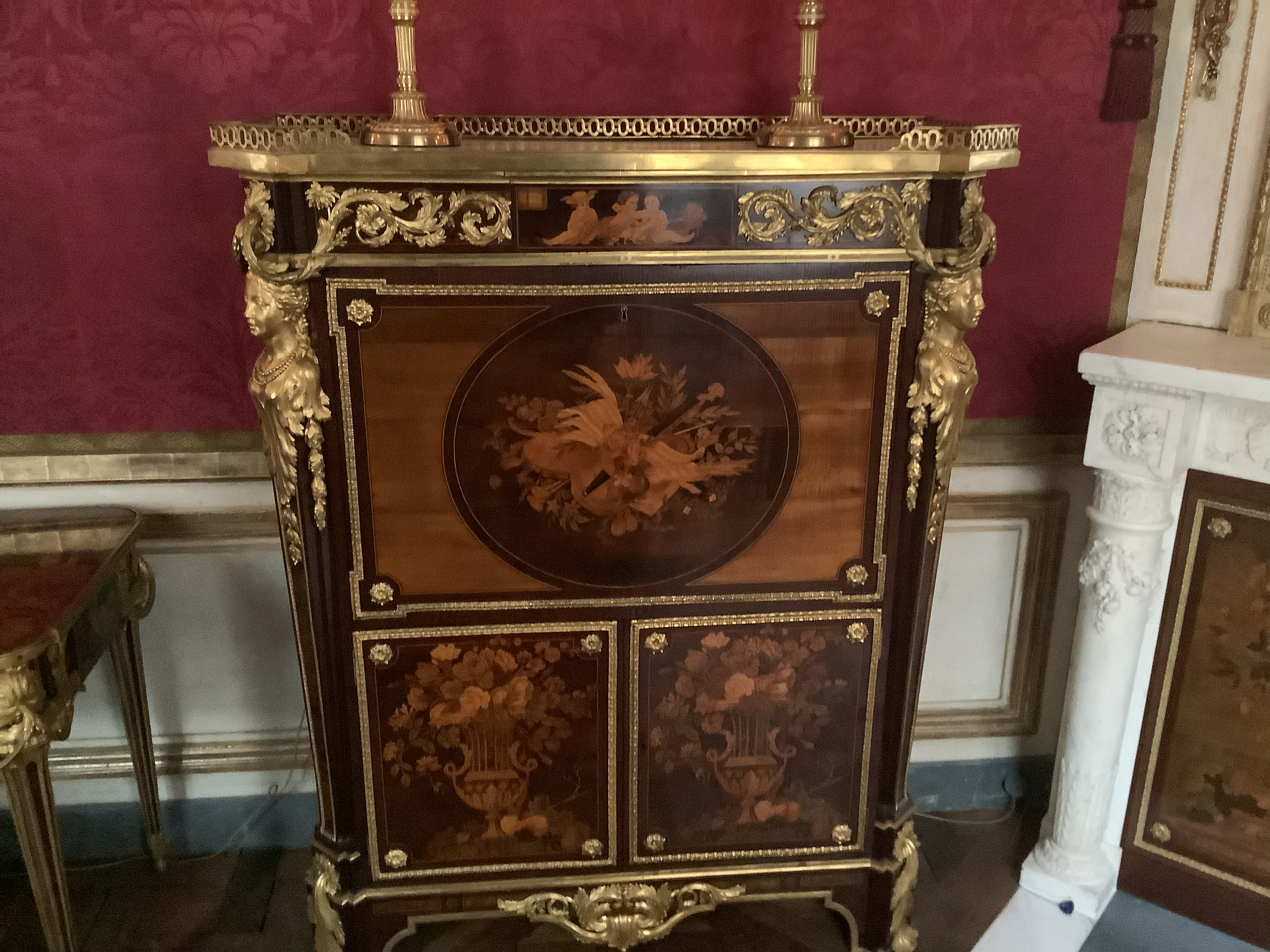
Klappschreibtisch aus dem 18. Jahrhundert im Cabinet Doré von Johann Heinrich (1771)
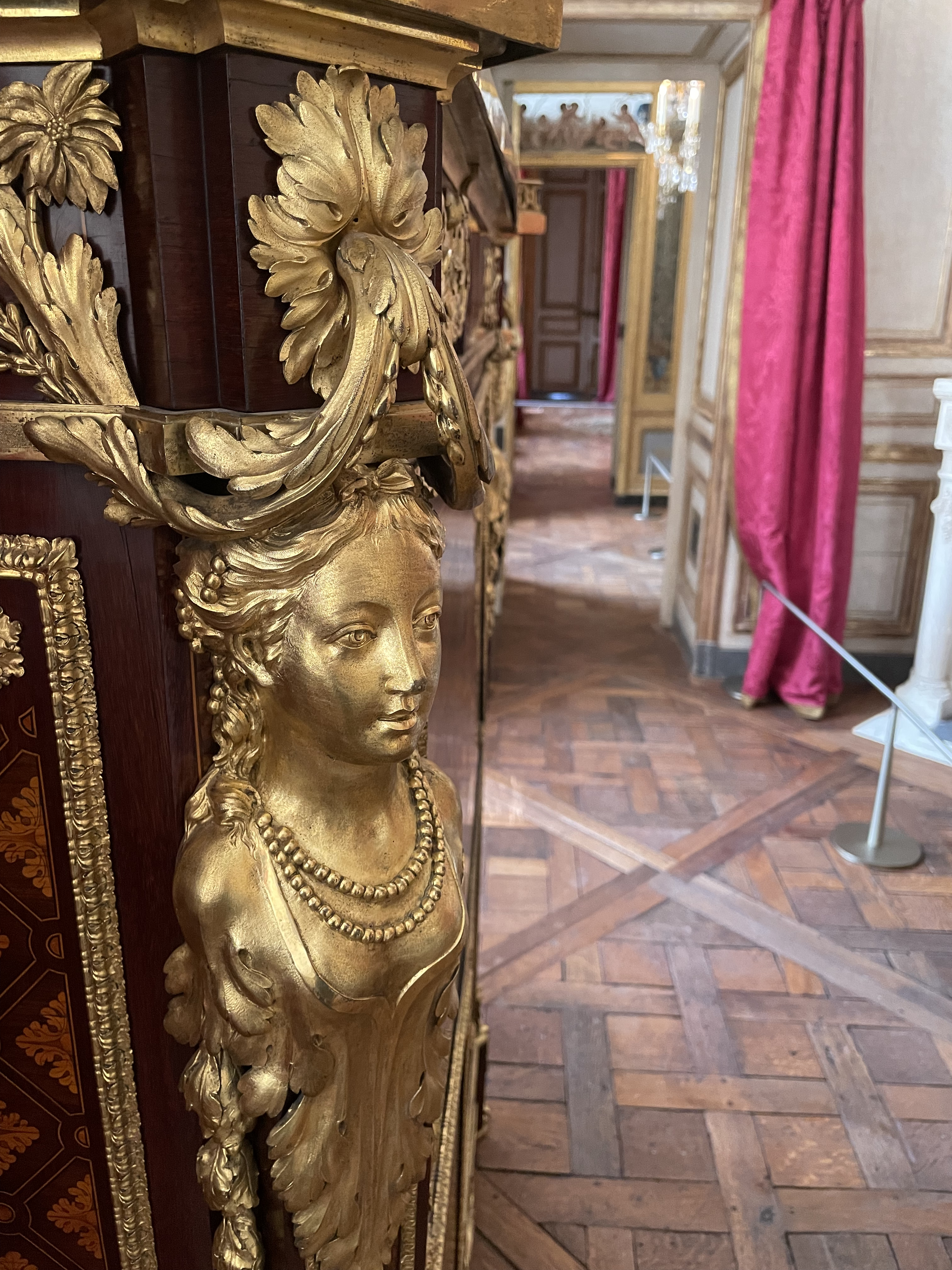
Detail des Riesener-Klappschreibtisches mit Bronzeornamenten (1771)

## Die Al Thani-Sammlung

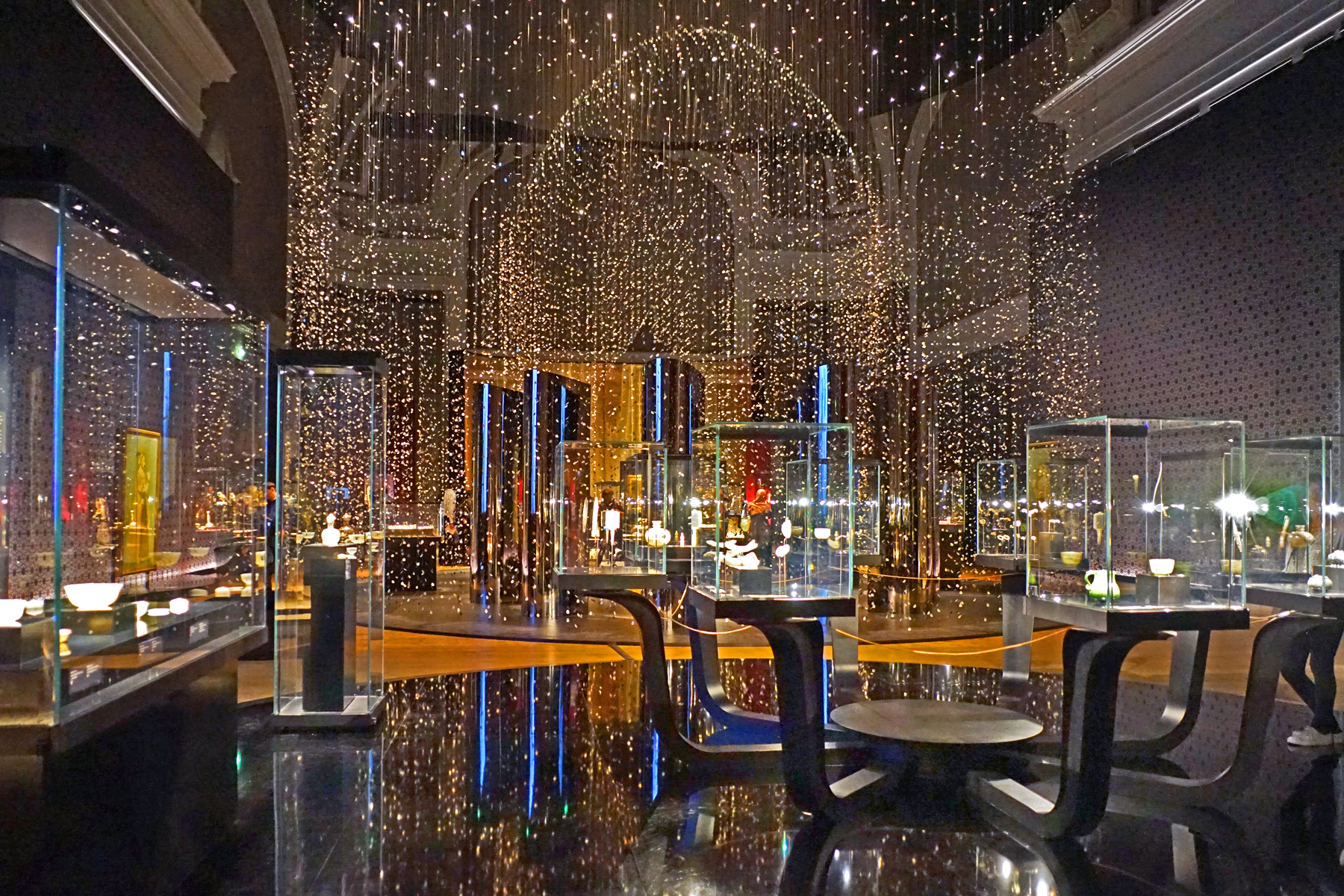
Eintritt zur Al Thani Collection im Hôtel de la Marine
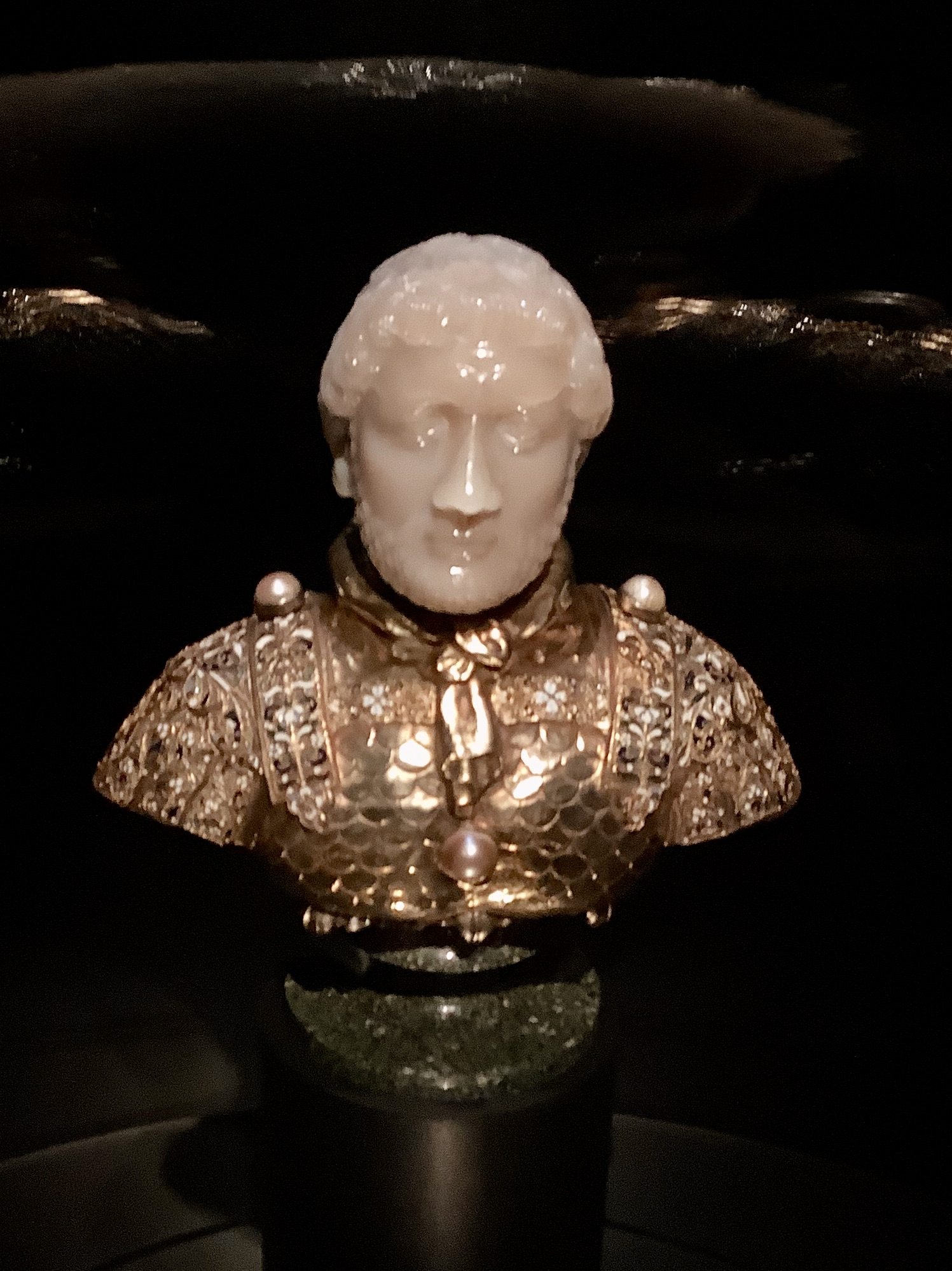
Büste von Kaiser Hadrian aus dem 13. Jahrhundert mit Perlen aus dem 16. Jahrhundert, Sammlung Al Thani
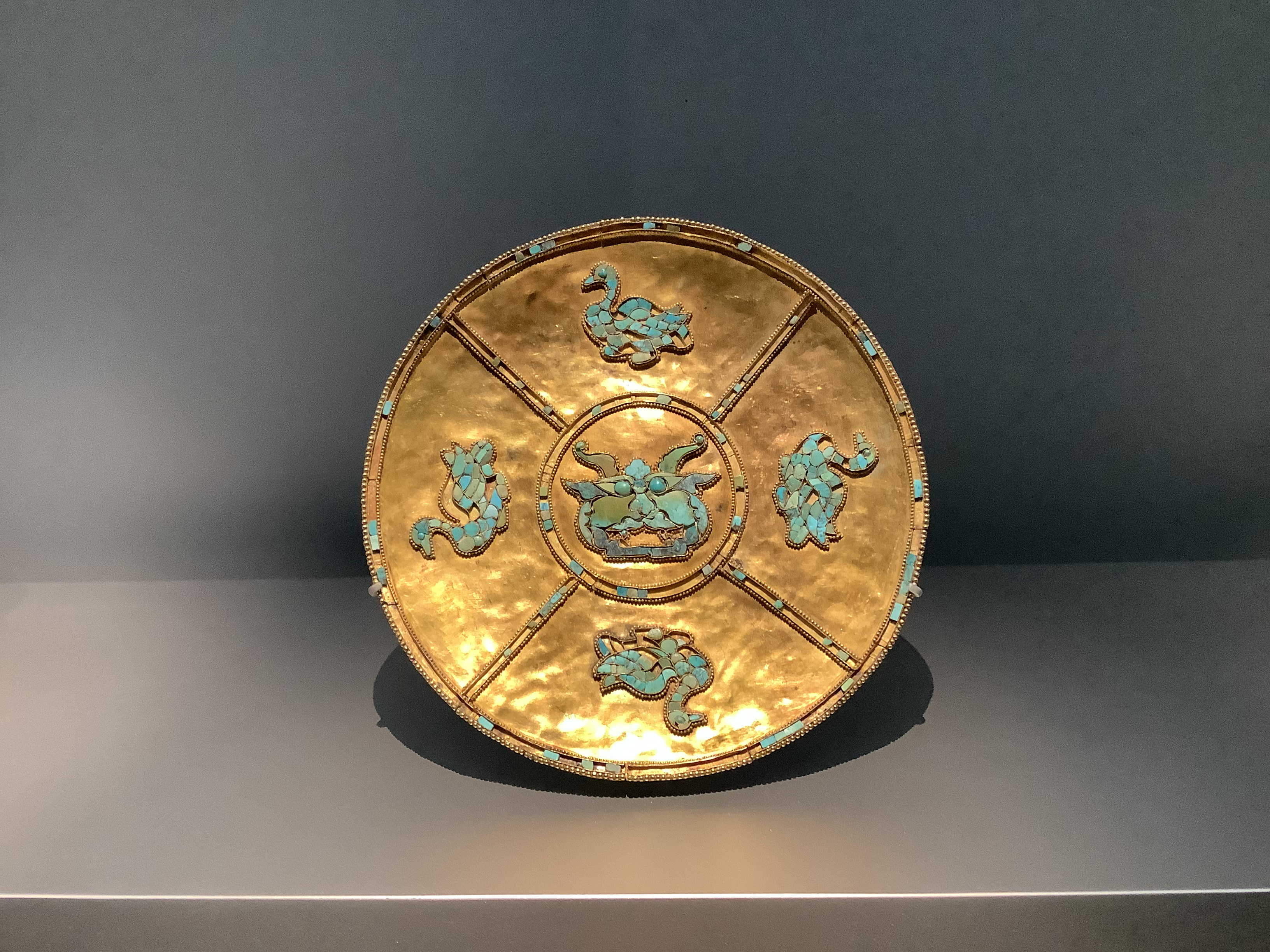
Ein Gold- und Türkisteller aus der tibetischen Yarlung-Dynastie (600–800 n. Chr.) in der Al-Thani-Sammlung
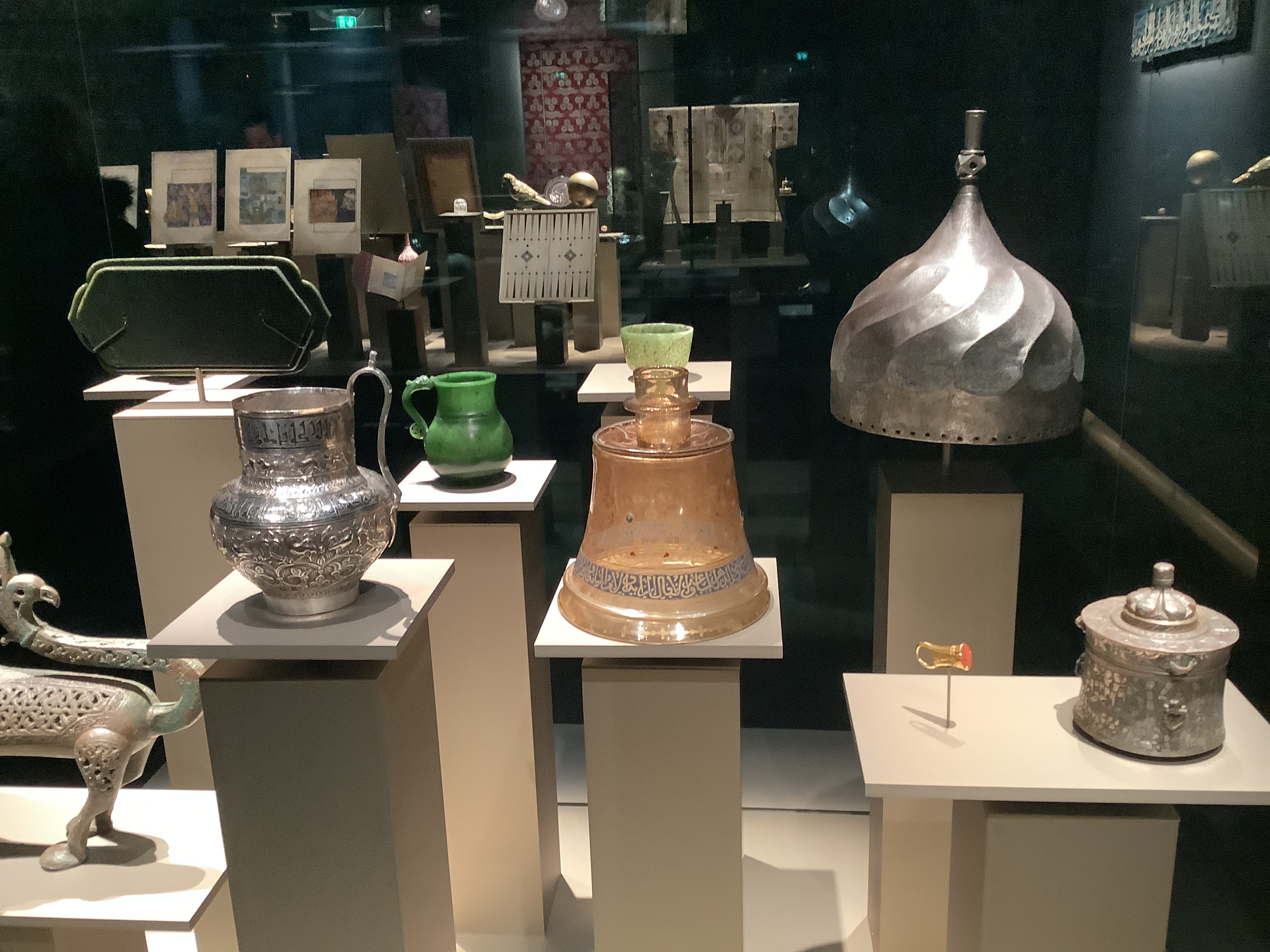
Werke in der Al Thani Collection

Seit Ende 2021 zeigt das Hôtel de la Marine Teile der Al Thani Collection, Kunstobjekte aus aller Welt, die von Hamad bin Khalifa Al Thani aus der Herrscherfamilie von Katar zusammengestellt wurde. Im Rahmen einer Vereinbarung mit dem französischen Kulturministerium wird die Galerie über einen Zeitraum von zwanzig Jahren abwechselnd Objekte aus der Sammlung der Familie Al Thani zeigen. Die Ausstellung umfasst einhundertzwanzig Werke von insgesamt mehr als fünftausend Werken der Sammlung. Es präsentiert wertvolle Objekte aus antiken Zivilisationen in Europa, Asien, Afrika, Amerika und dem Nahen Osten, die durch Verwendung oder Thema miteinander verbunden sind. Ein bemerkenswertes Objekt ist eine Marmorbüste des römischen Kaisers Hadrian, die um 1240 für Kaiser Friedrich II. angefertigt und dann Jahrhunderte später nach Venedig verbracht wurde, wo sie um vergoldetem Email, Edelsteinen und Perlen ergänzt wurde.